# 雙城古道

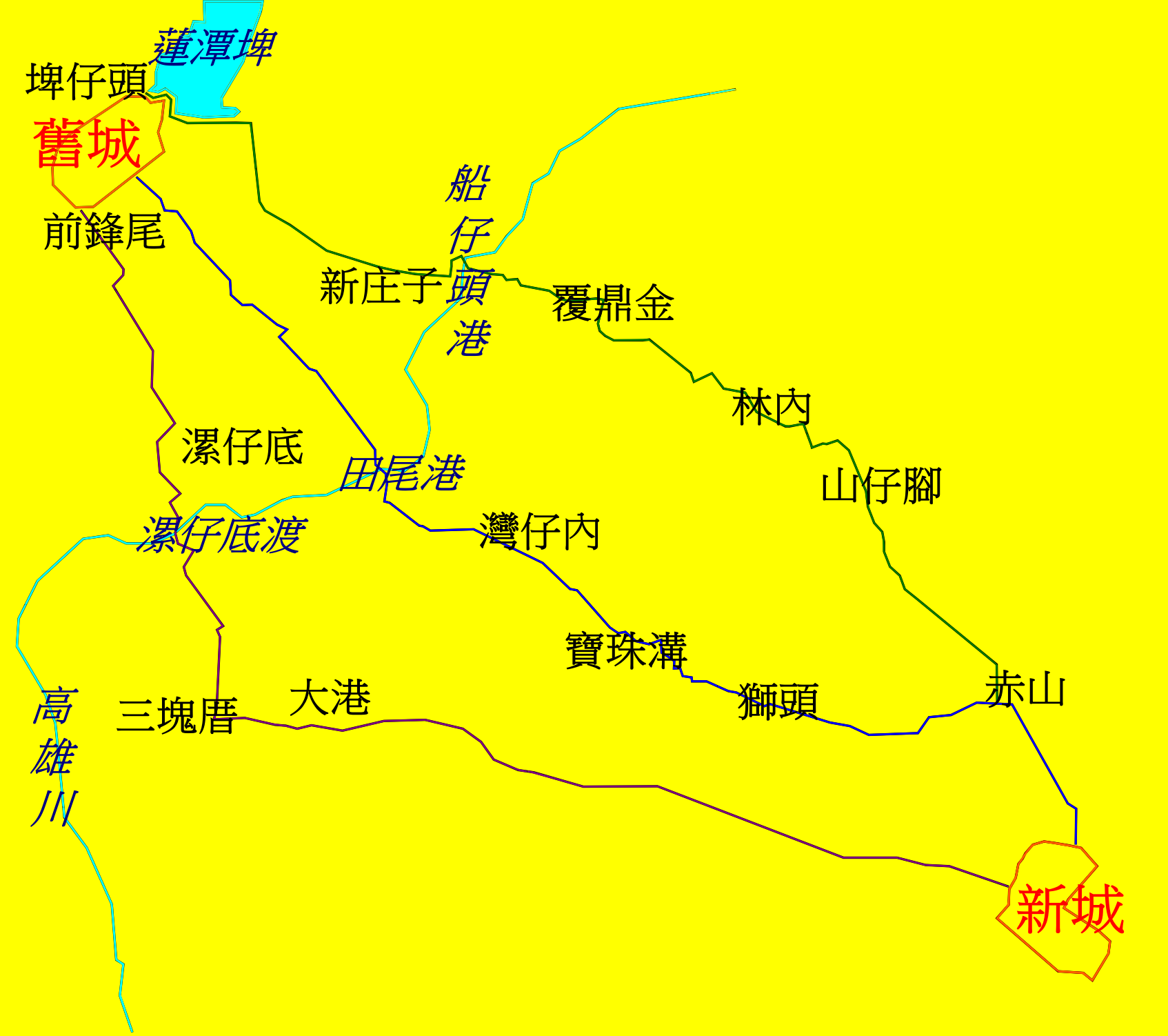
依據1898年台灣堡圖所繪之鳳山縣新舊城之間三條連絡道路，為雙城之位置，為最主要的大路，也是現今通稱的雙城古道，為小路，為無特定名稱的南路，黑字為途中所經之聚落，藍字為河流、埤塘及港渡。

雙城古道為清朝臺灣鳳山縣舊城與新城之間往來之道路，當時兩城之間的聯絡道路有三條，其中以舊城東門經凹仔底、灣仔內、寶珠溝、獅頭、赤山至新城北門之間的道路最為主要，舊稱大路，也是現今通稱的雙城古道；另兩條在其北及其南，北路為舊城北門經新庄子、覆鼎金、林內、山仔腳、赤山至新城北門，舊稱小路；南路為舊城南門經漯仔底渡、三塊厝、大港至新城西門。經日治時期及國民政府來台後，現今部分路段已被重劃或拓寬，但仍有部分路段保存。

## 歷史
1684年（康熙23年）於鳳山縣興隆庄設置鳳山縣縣治，1722年（康熙61年）因朱一貴事件而建城；1786年（乾隆51年），發生林爽文事件，縣城被莊大田攻陷，縣署被焚，1788年（乾隆53年），將縣治遷移至大竹里下埤頭街。至此新舊兩城位置成形，民間的貿易，官方的巡閱而有修築道路的需求，雙城間的道路有三條，其中最主要的道路為自舊城東門經凹仔底、灣仔內、寶珠溝、獅頭、赤山至新城北門之間的道路，舊稱大路，也是現今通稱的雙城古道，最早紀錄於1756年的乾隆台灣輿圖，也是台灣史上唯一的聯繫新舊縣治兩城之道路。而其南北另各有一條連絡新舊城之道路，北路自舊城北門經新庄子、覆鼎金、林內、山仔腳、赤山至新城北門，舊稱小路；南路自舊城南門經漯仔底渡、三塊厝、大港至新城西門，無特定名稱。
1807年（嘉慶12年），蔡牽黨羽吳淮泗攻陷新城，使縣治遷回舊城，但因舊城設施年久失修，新城官民未遷；1824年（道光4年），台灣知府方傳穟募得改建預算，於1826年（道光6年）竣工，由原先的土城改建為石城，並新建官署、倉廒、監獄等，但新城官民因考量新城區位較優、聚落規模興盛且設施完善等因素仍未遷移，1847年（道光27年），清廷同意將縣治遷回新城。
1895年，進入日治時期，部分路廊開始被截彎取直及拓寬，或以新路取代之，其中以南路的變遷最大，截彎取直後形成現今中山西路與建國路的雛型，而三塊厝與舊城之間的西段路廊也有改建。
1980年代，高雄市政府的都市計劃大規模改變原有的路網，使三條古道有部分路段被拓寬及重劃而截斷，南路的變遷仍為最大，舊城至漯仔底渡之間的路廊幾乎完全消失，而大路在凹仔底地區的路段也被大幅重劃，但在重劃中仍保留部分路廊，小路則保存較完善。

## 路廊

### 大路
大路為現今通稱的雙城古道，由左營區舊城東門開始，至凹子底，於七吼橋渡過愛河進入三民區灣仔內地區，再經寶珠溝、獅頭等聚落至鳳山區的赤山，由新城北門進入下埤頭街。

#### 舊城至七孔橋（左營區）
舊城東門為雙城古道之大路的起點，首先進入前峰尾地區，由門前沿大義國中旁的東門路開始，在翠華路口被台鐵縱貫線截斷，過去東門路曾有平交道，但在1980年代的一波重劃下封閉，使現今縱貫線兩邊的東門路互不相連，古道於縱貫線東方續行，仍名為東門路，至瑞豐夜市內部之走道而止於裕誠路南屏路口，瑞豐夜市與七吼橋之間的路廊被大規模重劃，但仍留下明誠二路546巷與太華街54巷兩小段路廊；七孔橋以西的路廊在重劃前皆名為東門路，且在鐵路以東的路廊為左營區及鼓山區的區界，現今區界在瑞豐夜市以西隨著重劃而調整。

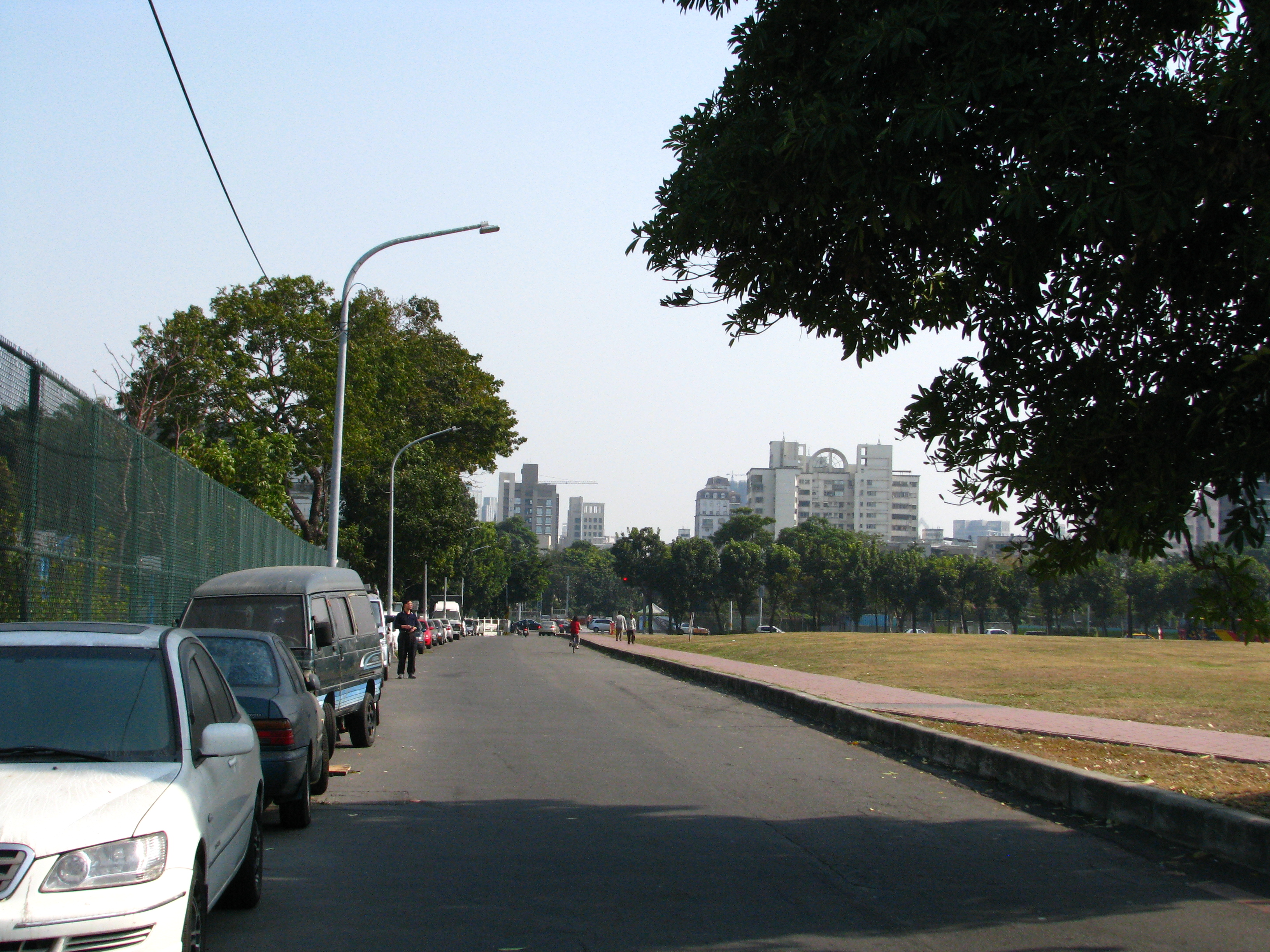
舊城東門外大義國中旁之東門路
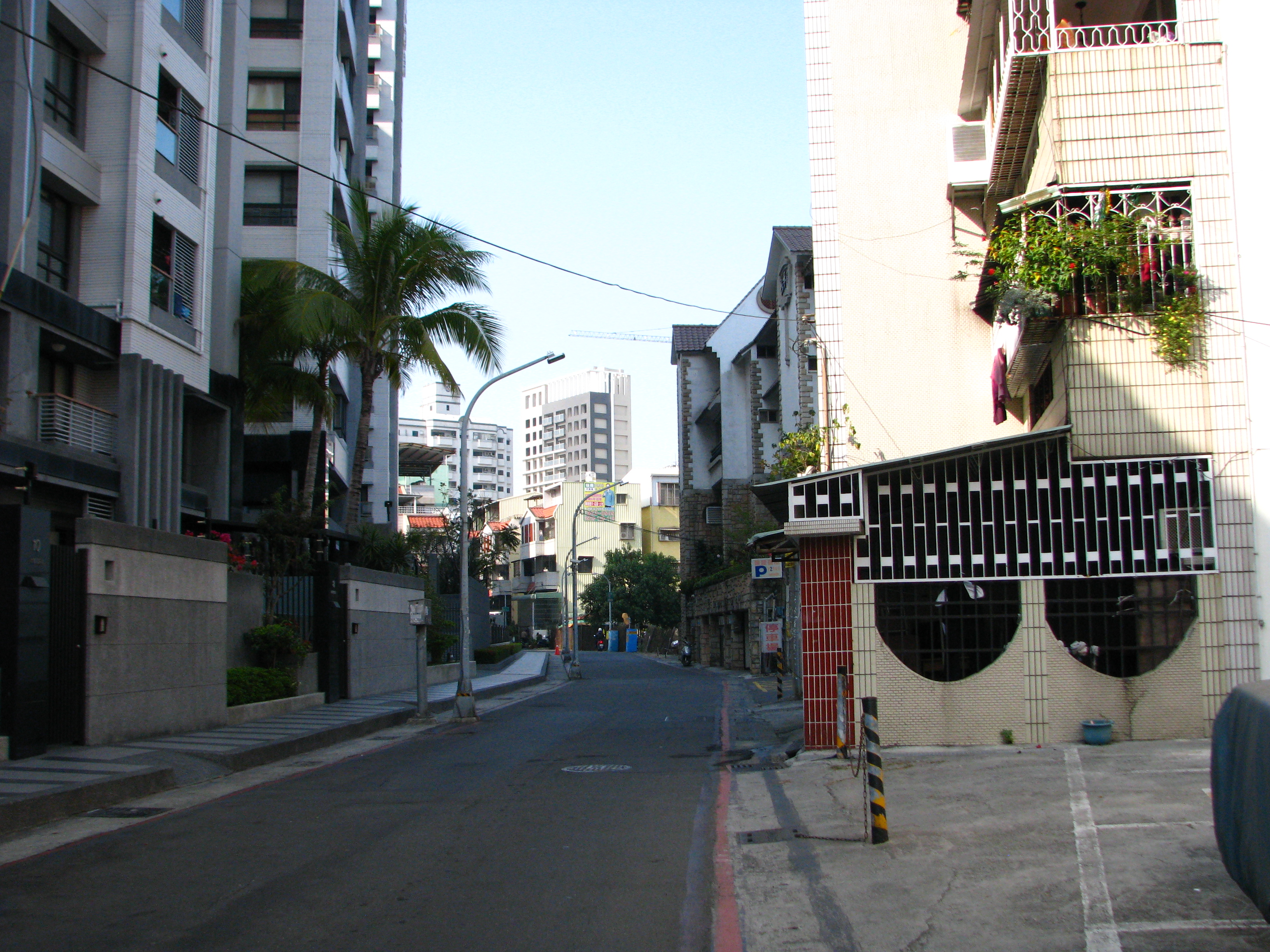
台鐵以東之東門路
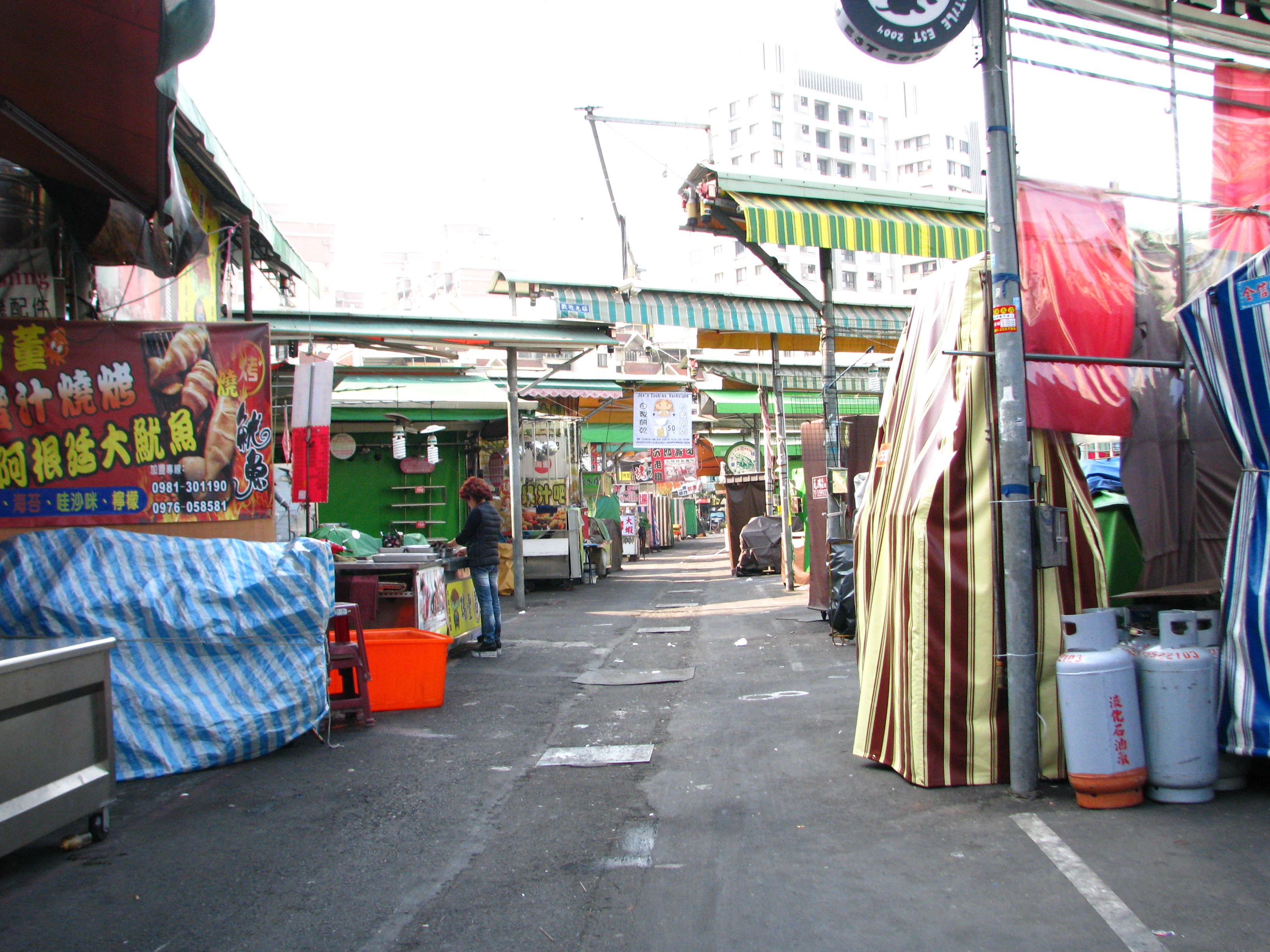
瑞豐夜市內部走道
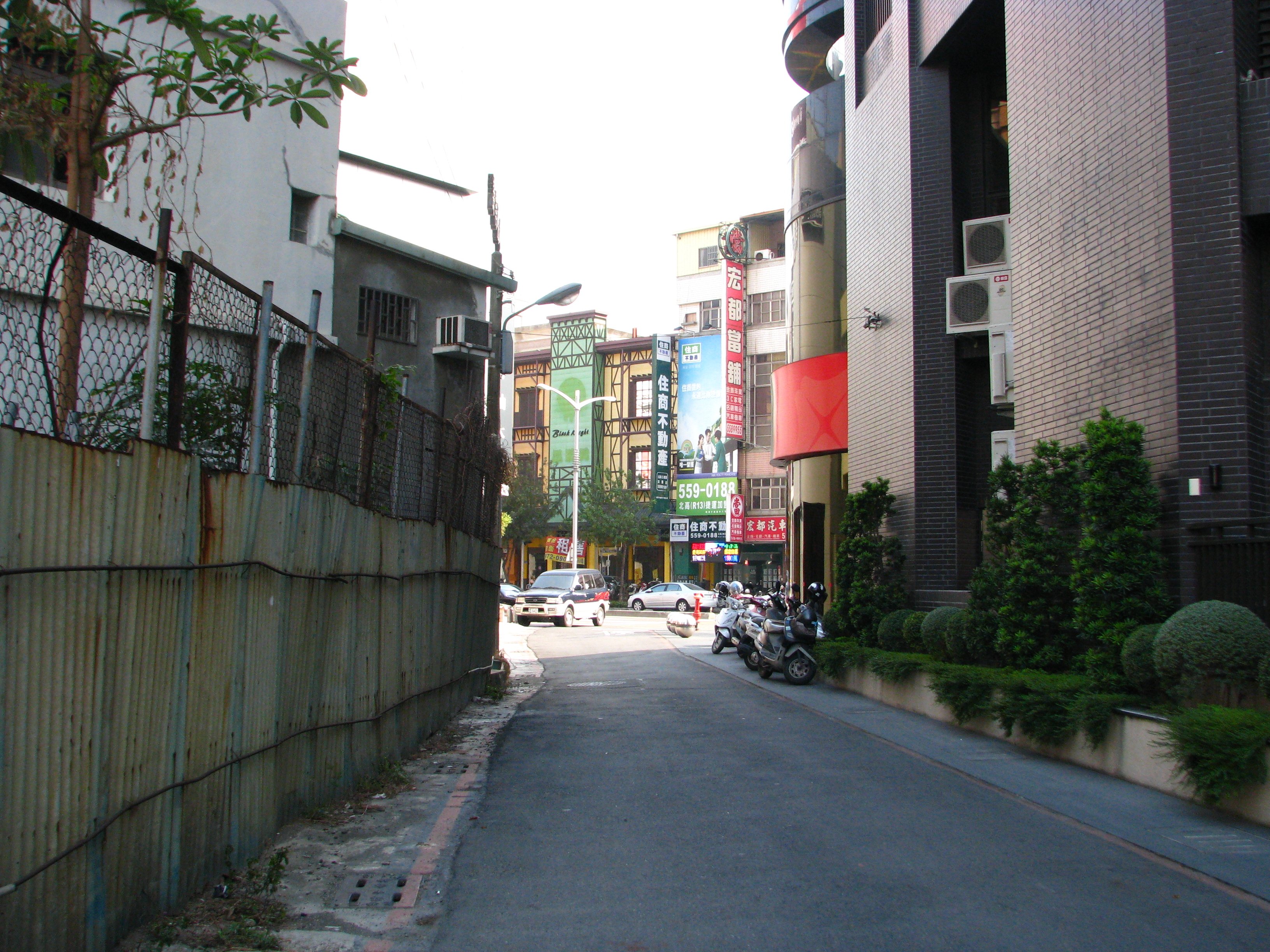
明誠二路546巷
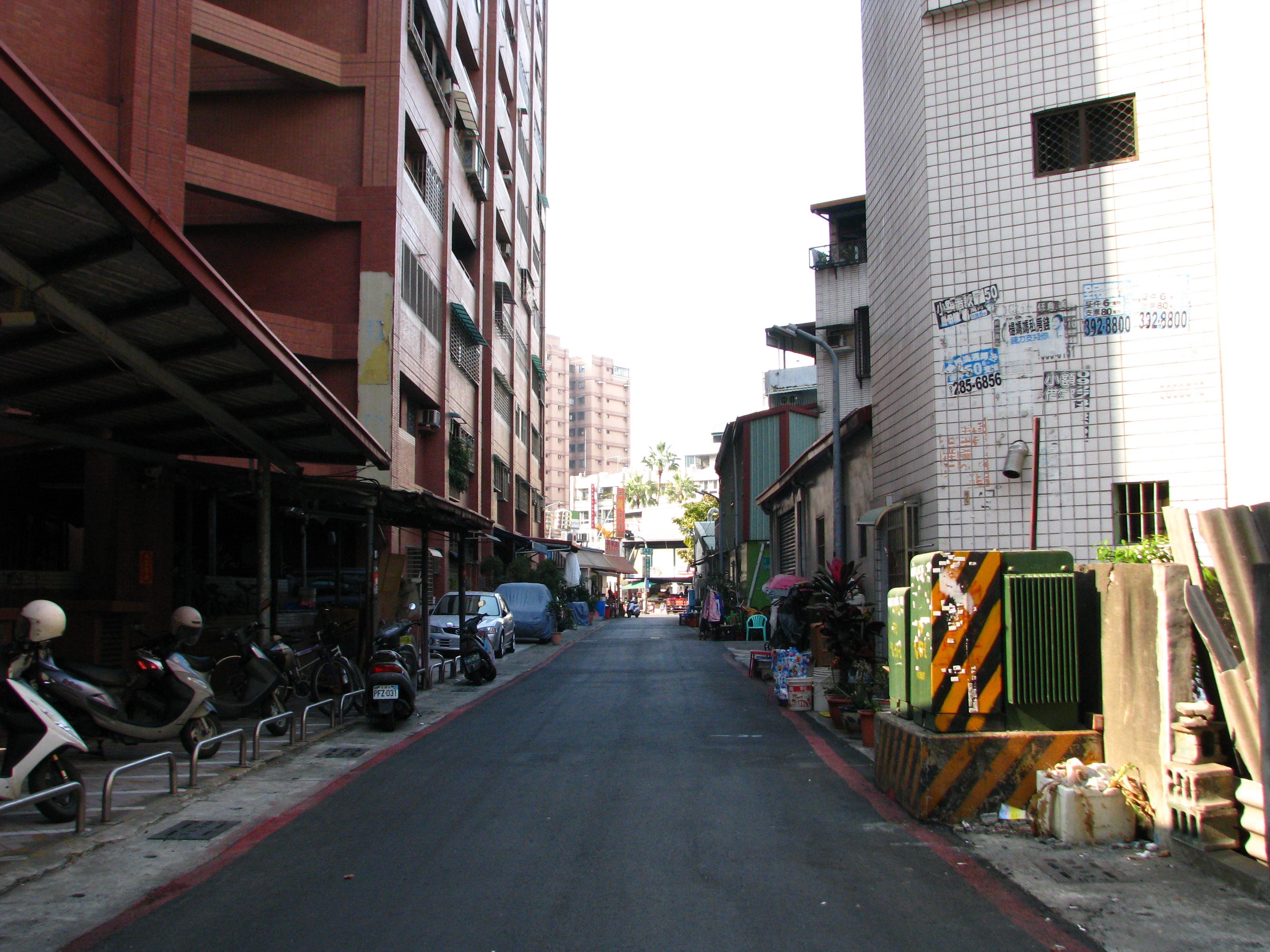
太華街54巷

#### 七吼橋至獅頭（三民區）
古道於七吼橋渡過愛河，七吼橋又稱七孔橋、七空橋，其位置在現今自由路跨過愛河的自由橋東方約十幾公尺。七吼橋舊時因位於田尾渡而稱田尾橋，於道光年間的林源成所造，長四丈、寬五尺，當時以咾咕石、石板和石灰砌成，考量水運及洪水，橋墩間距有一定間隔，共有七個孔道，而在日治時期，因內帷水泥廠之原料需求而自覆鼎金搬運紅土，七吼橋水運需求已不敷使用，而拆除中間三孔，僅留兩側各兩孔，而橋面因年久而結構不穩，1967年改建為鋼筋水泥橋，並於1990年隨著自由路跨愛河的自由橋興建而拆除。
古道於七吼橋之後進入灣仔內與寶珠溝聚落，此段為路廊保存較完整之路段，由灣興街在自由路口東方的轉角開始，向西南西方一路通至民族一路312巷、灣中街、建工路718巷、建興路、寶安街，部分路段已拓寬及截彎取直，但大體上仍維持原有的路廊；而自寶安街穿越現今之民族國中與光武國小之後，進入獅頭聚落，在國道一號以東，沿著九如一路214巷22弄、陽明路43巷、陽明路36巷、澄清路335巷行至澄清路。

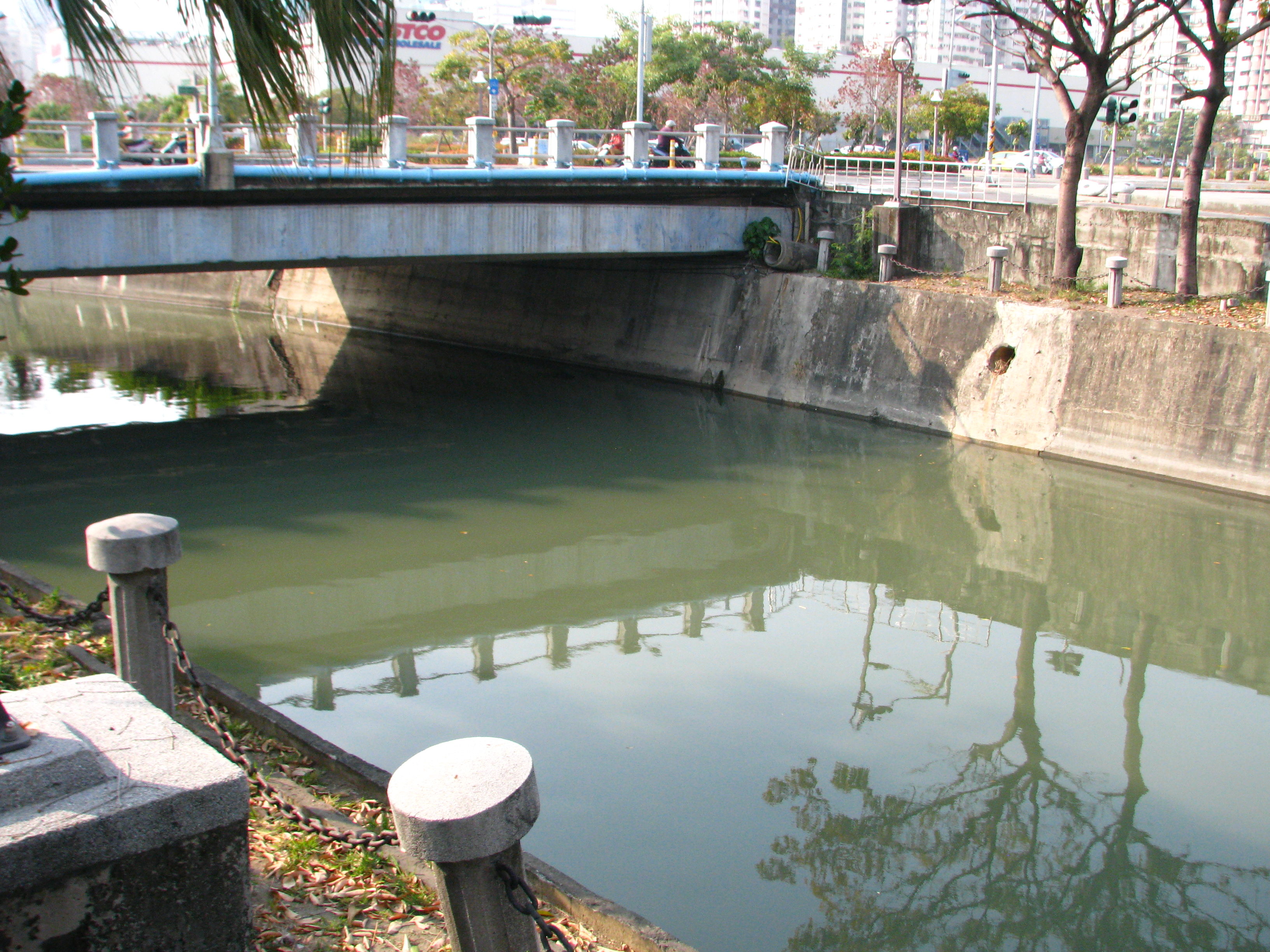
七吼橋遺址
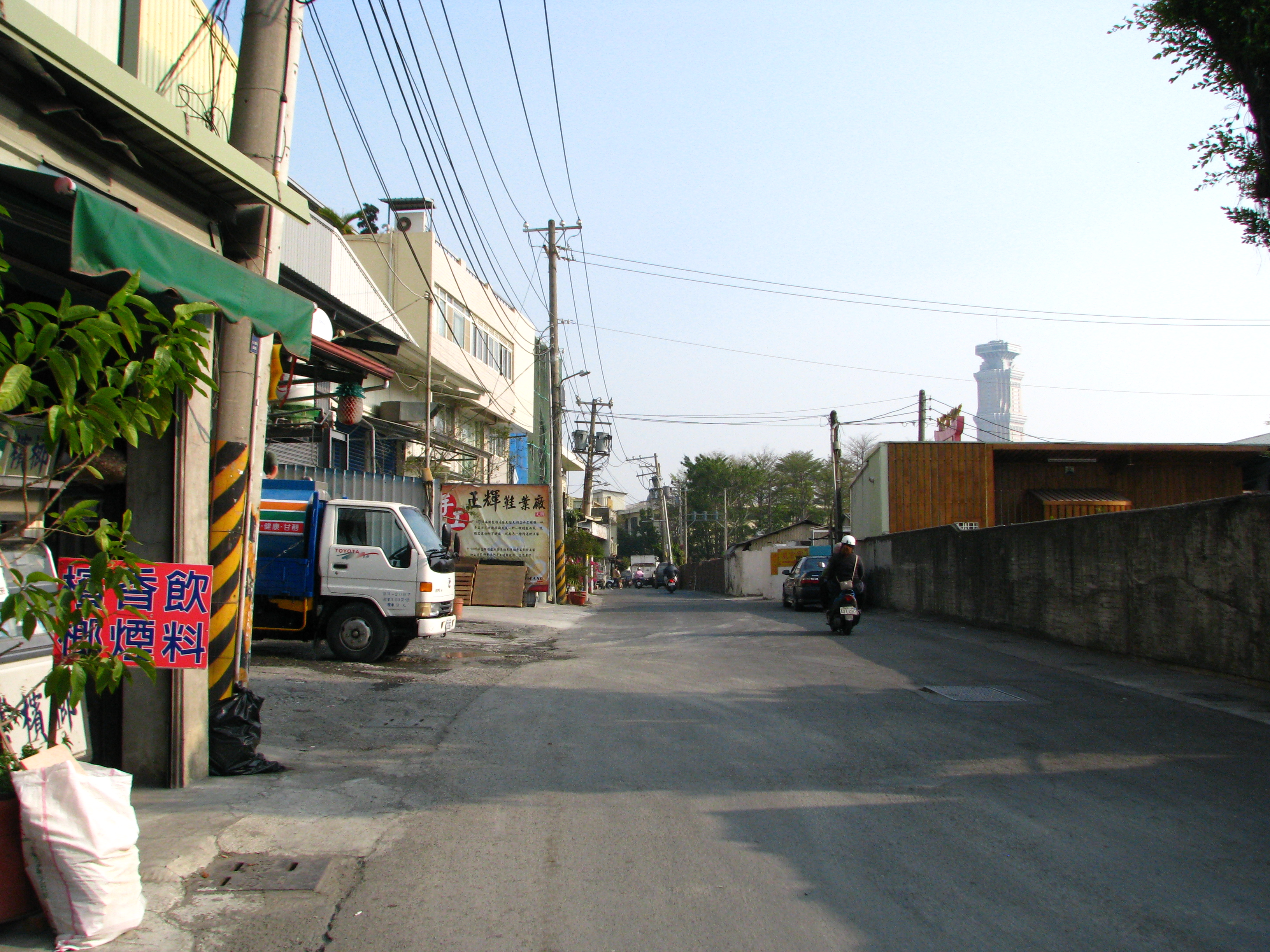
灣興街
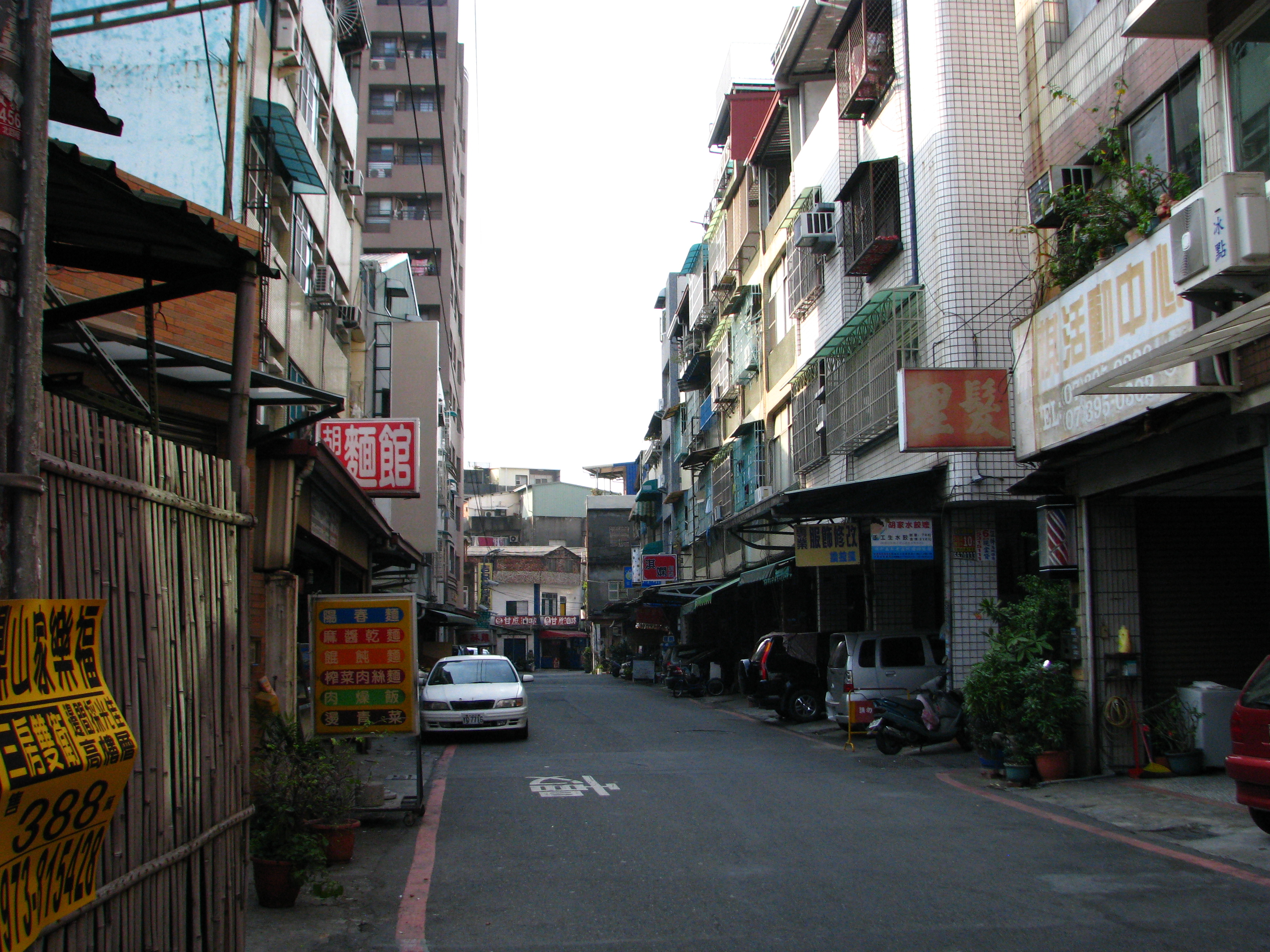
民族一路312巷
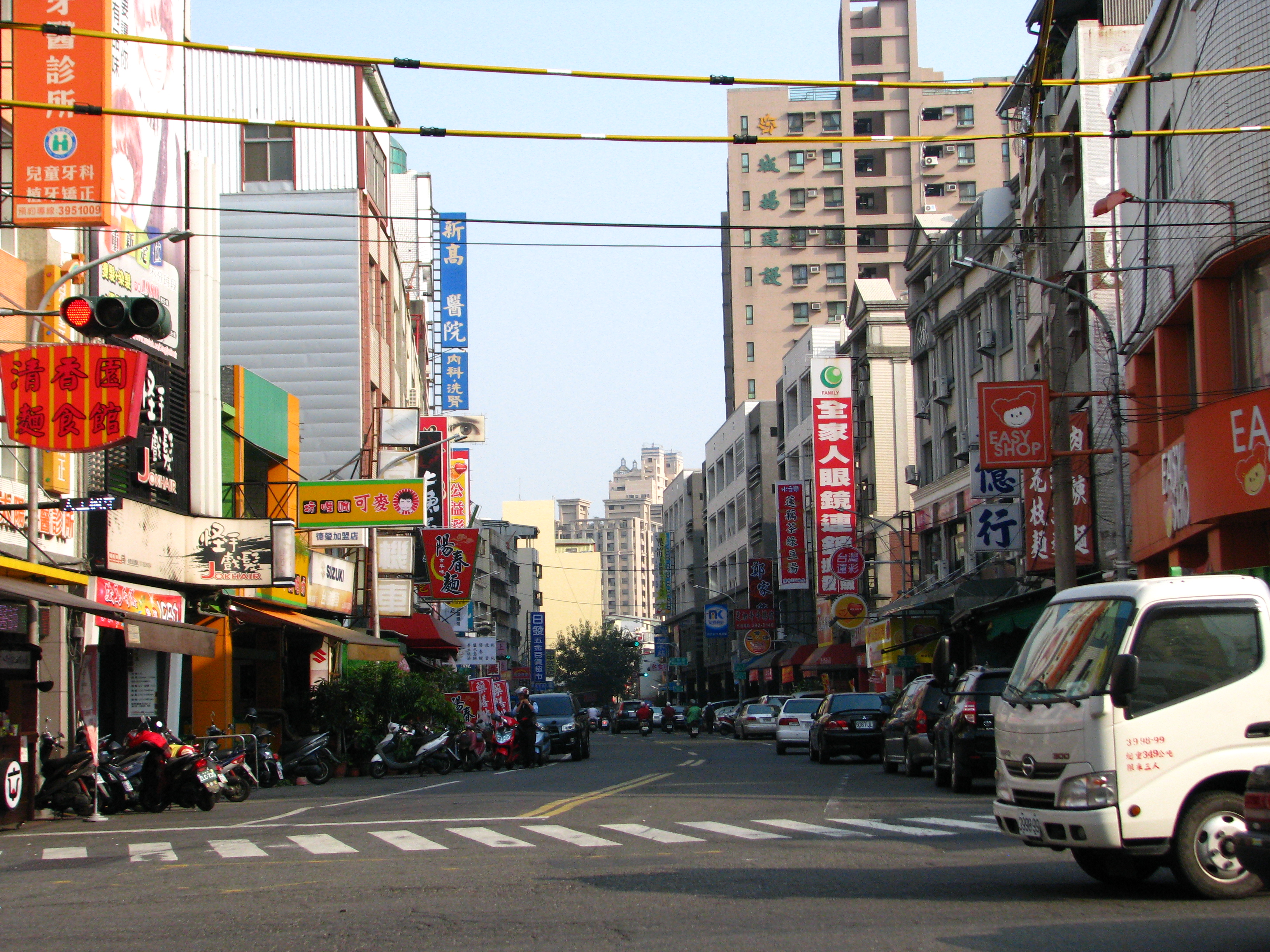
灣仔內聚落的灣中街
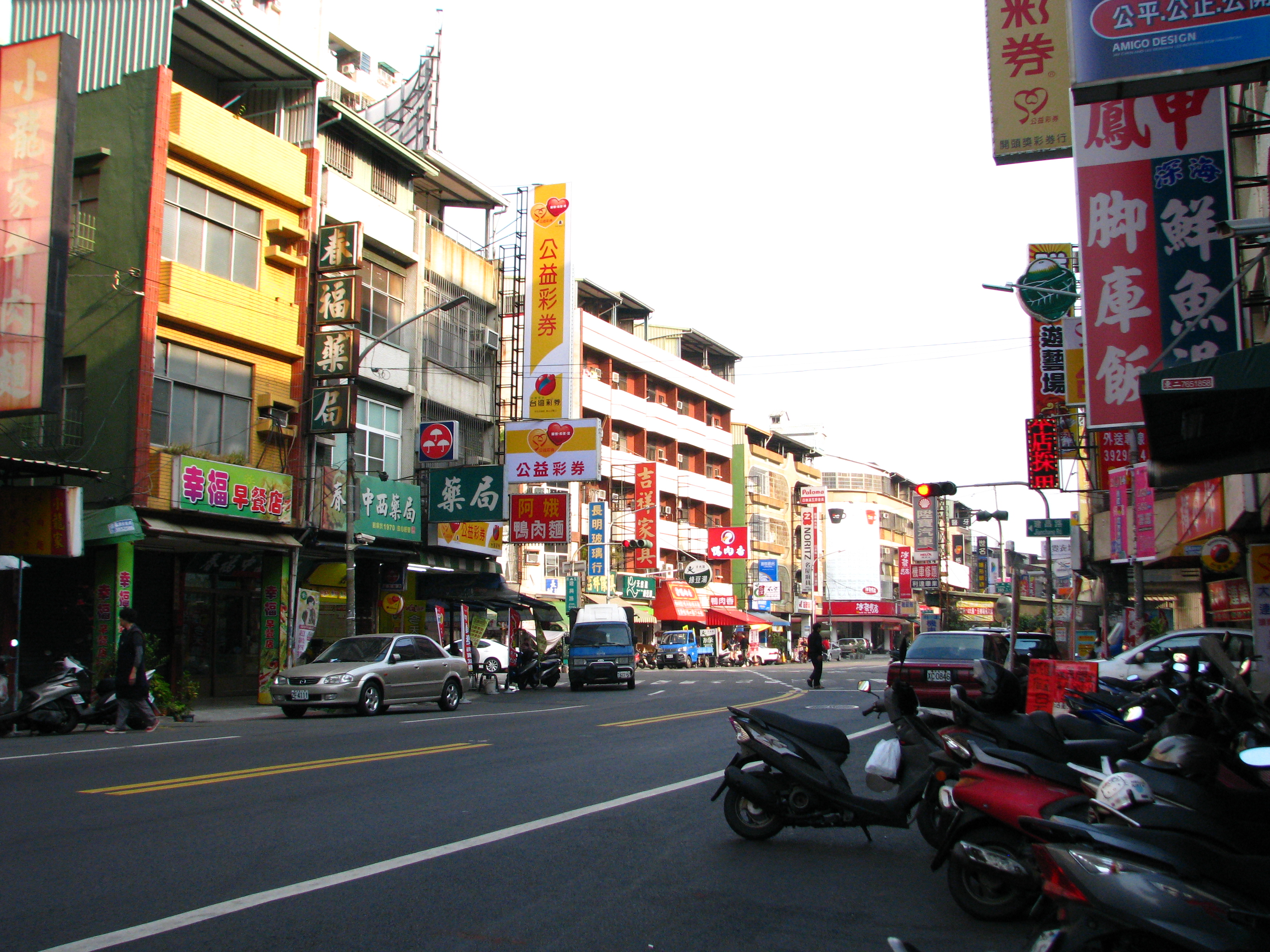
建興路
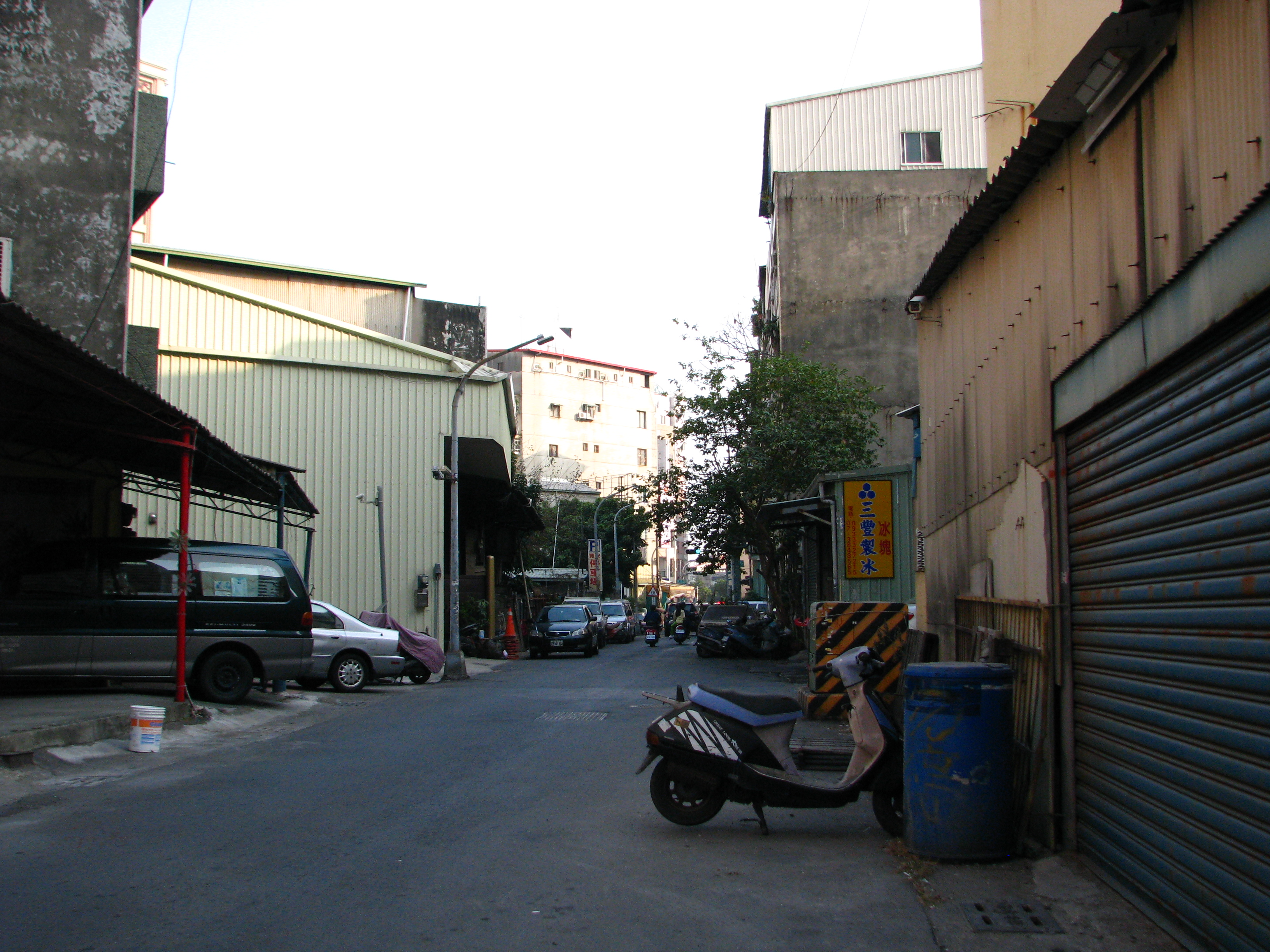
寶安街
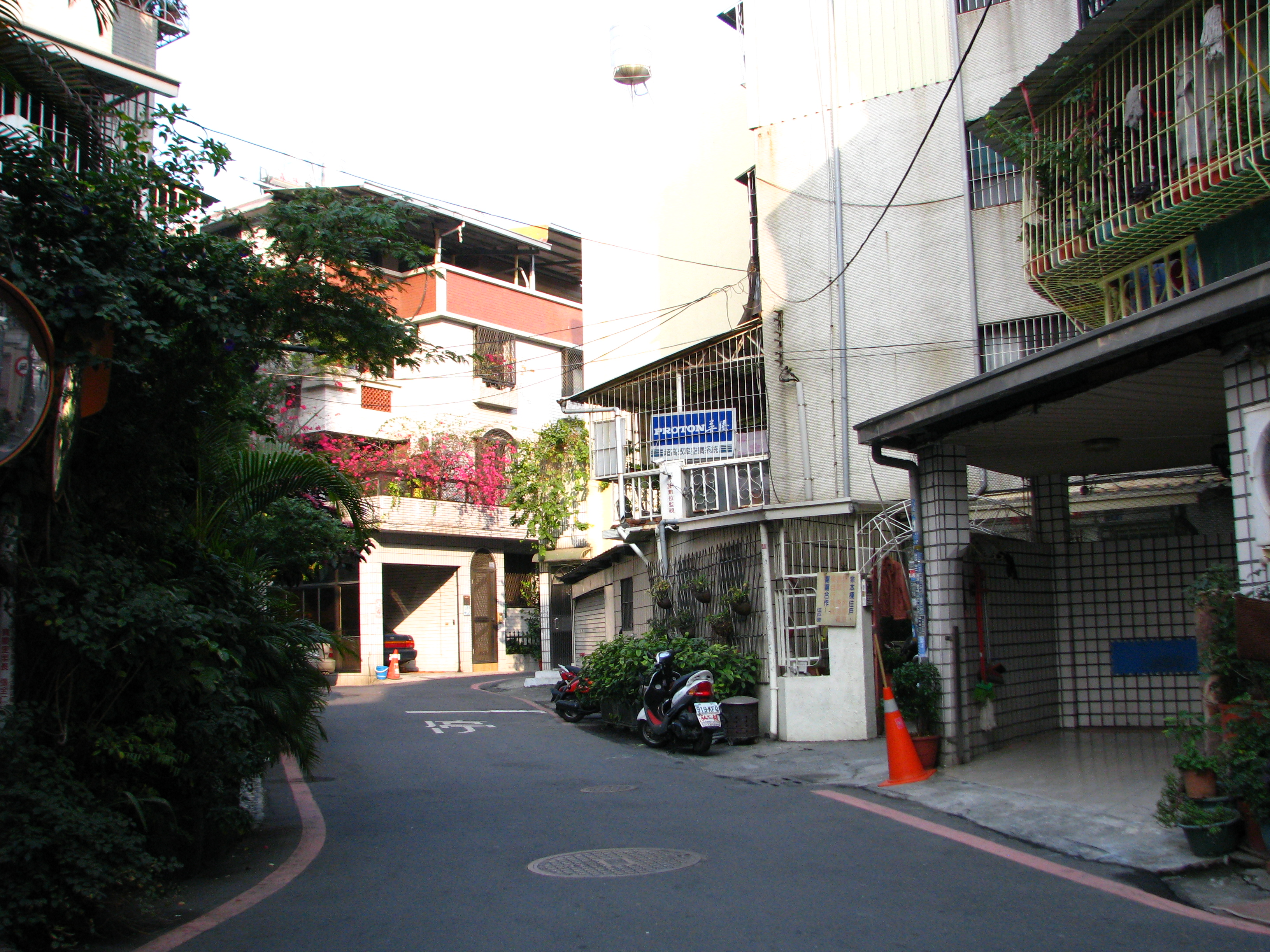
九如一路214巷22弄
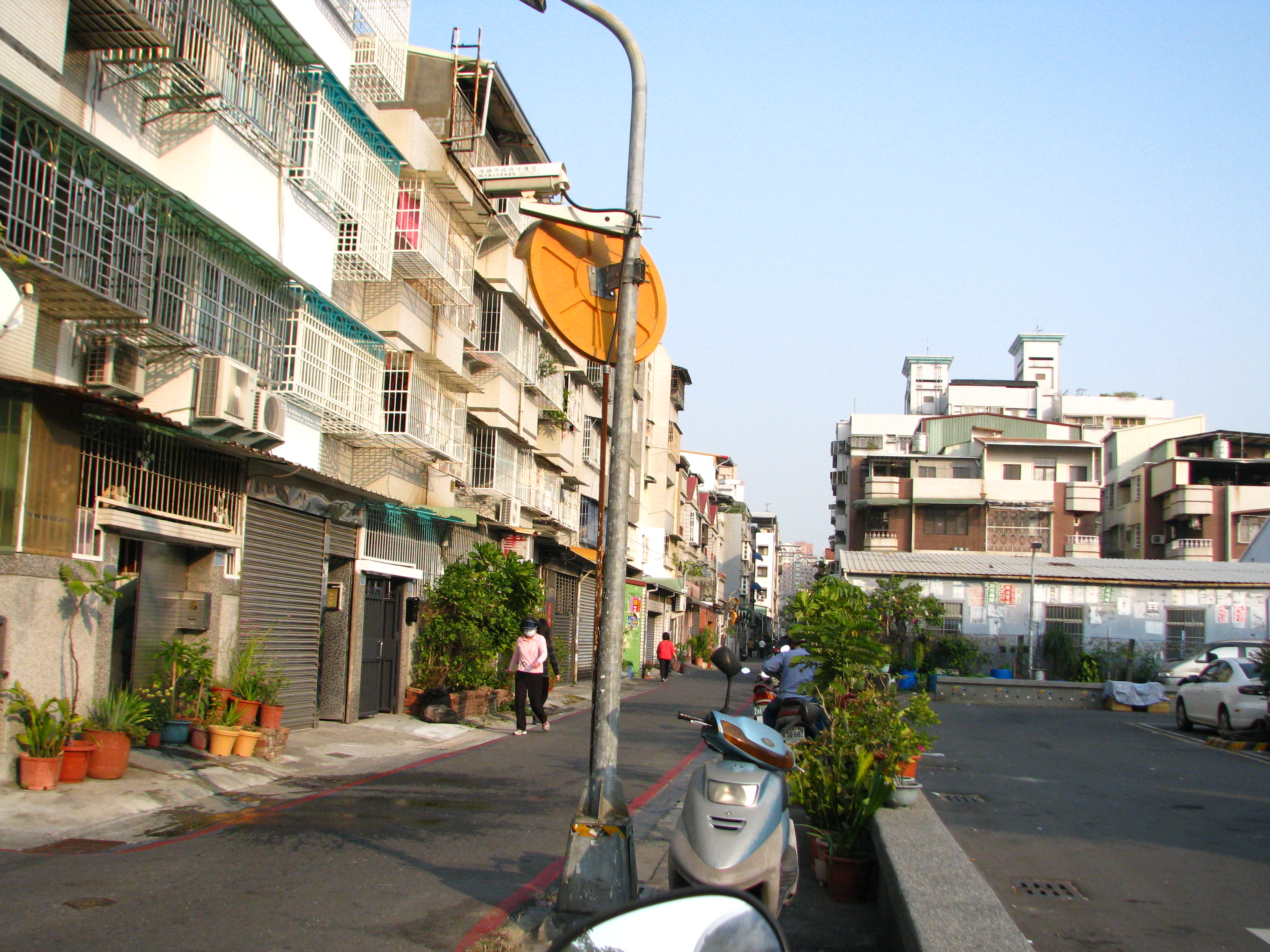
陽明路36巷

#### 獅頭至新城（鳳山區）
古道進入鳳山區後，澄清路與文福公園間的路段已被重劃，自建國路三段483巷進去文福公園旁的小徑開始，接建國路三段365巷，旁有土地公廟，止於建國路三段，自青年路二段216巷再開始，在赤山聚落經文衡殿前的文殿街，再接八德路、文衡路、和平路，於鳳松路平交道跨過台鐵屏東線，接鳳山區中正路，在協和路口北側通過屬曹公圳系的外濠溝（鳳山新城北門護城河），進入新城外北門，至光復路口南側抵達終點，進入新城北門。

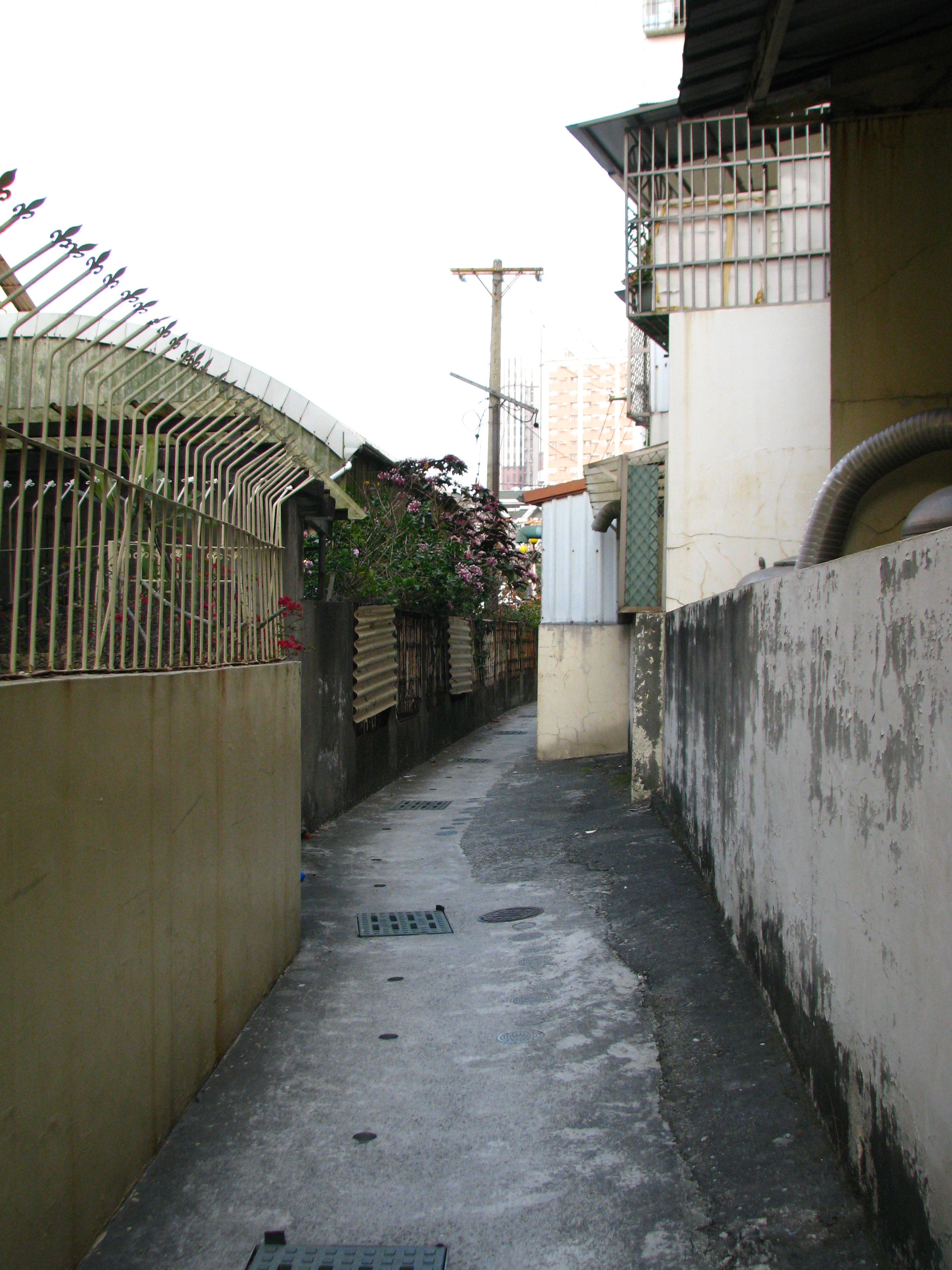
文福公園旁的小徑
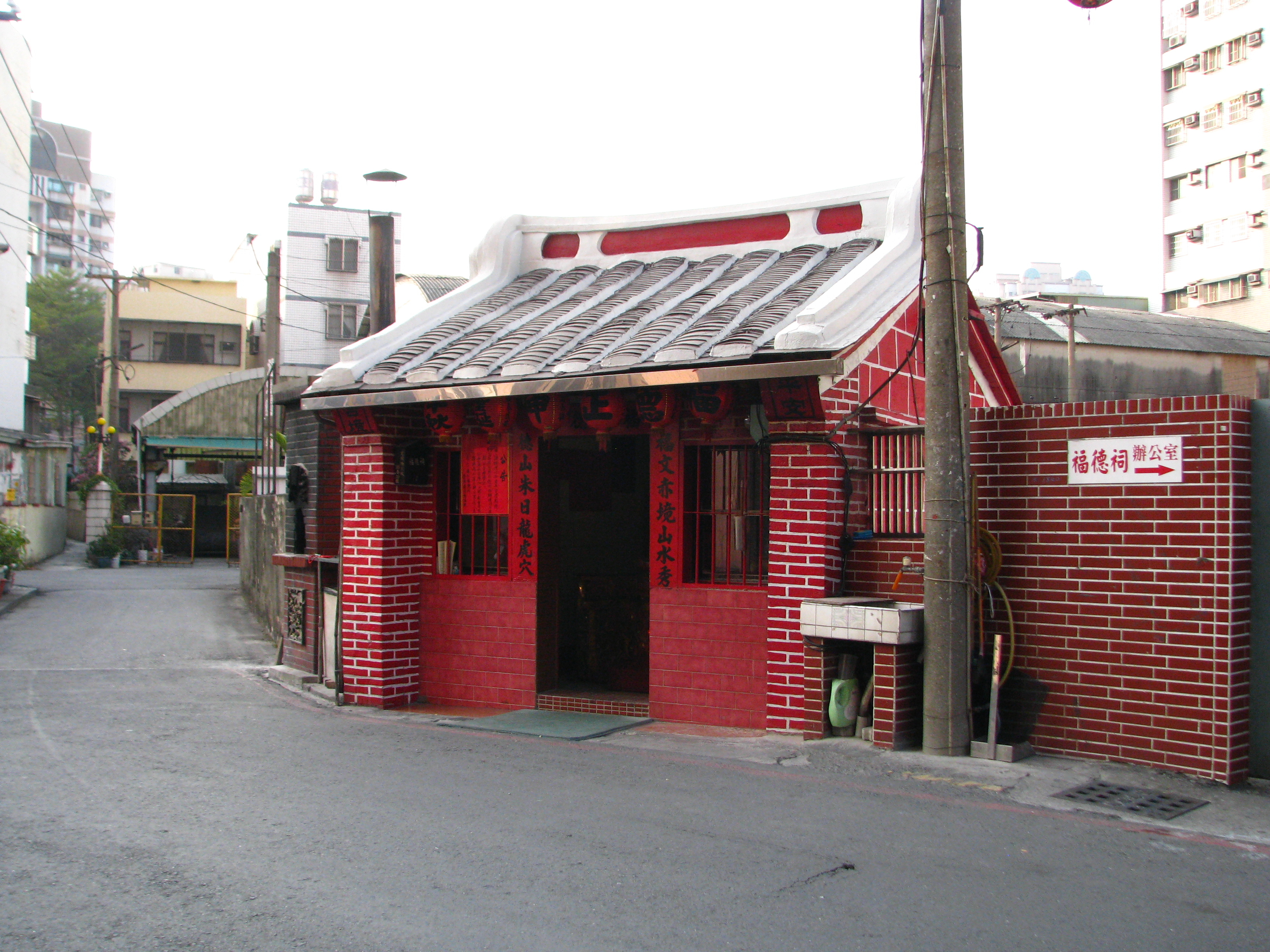
建國路三段365巷旁之土地公廟，左方為左圖之小徑
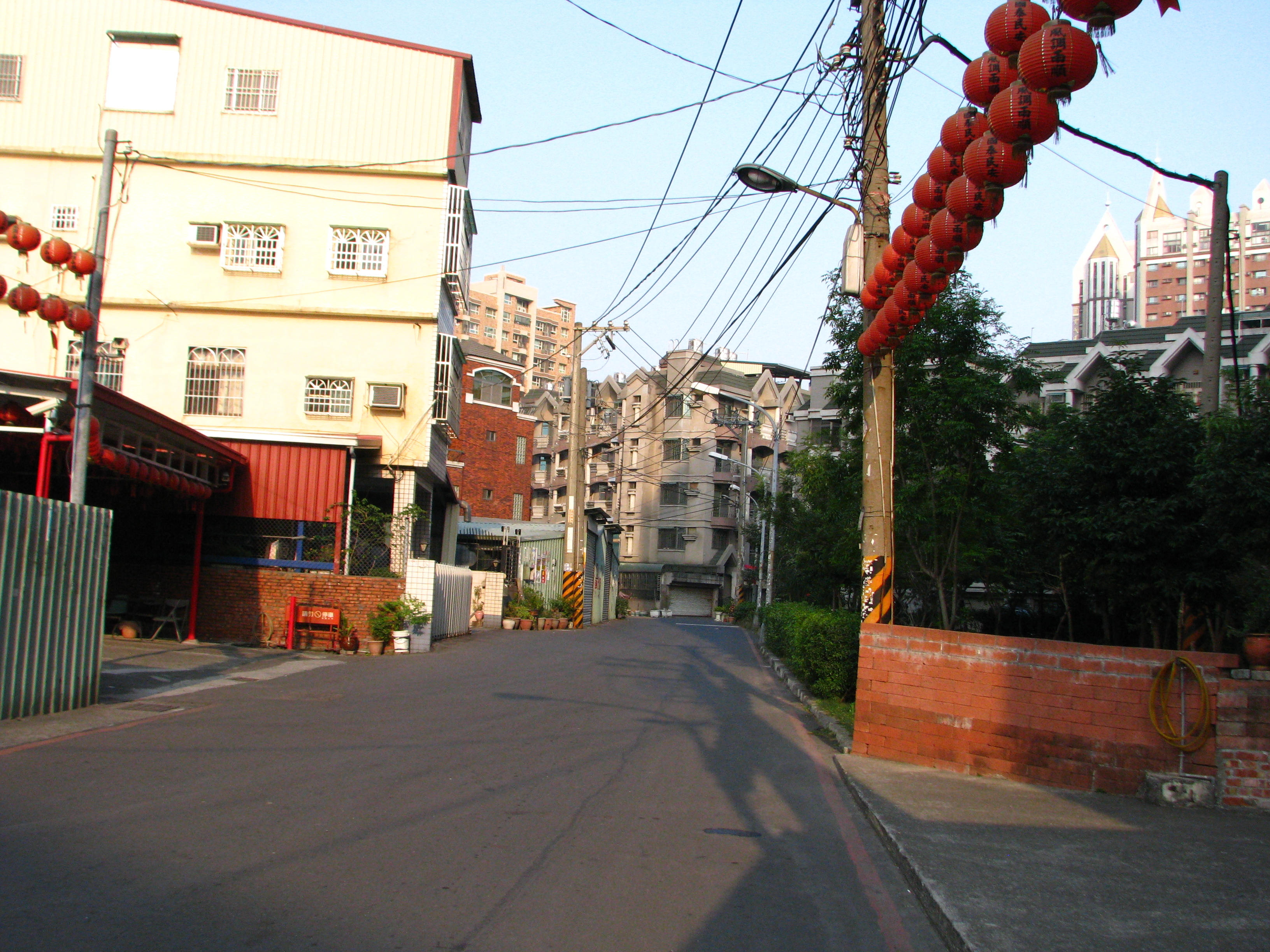
建國路三段365巷
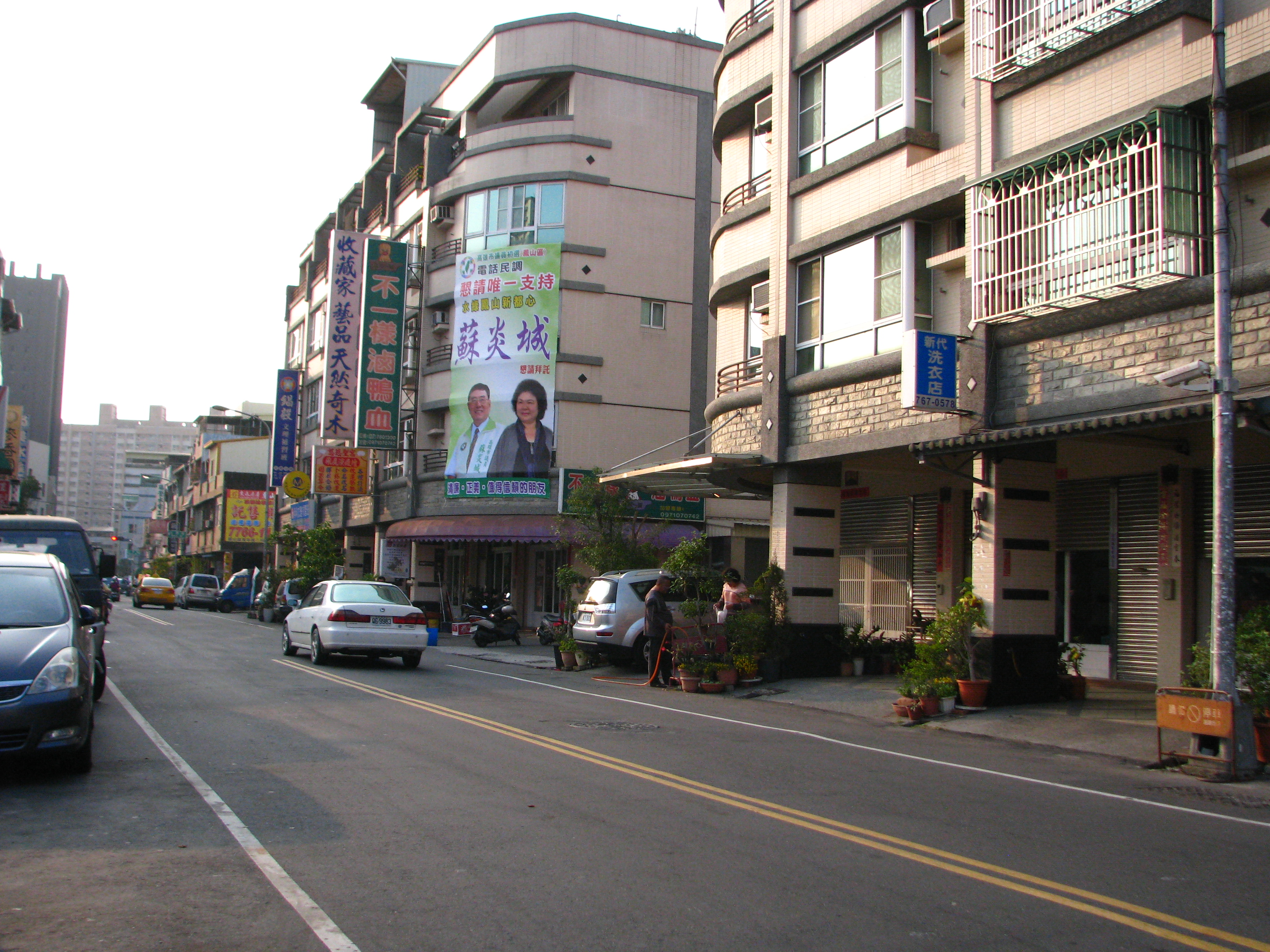
文殿街
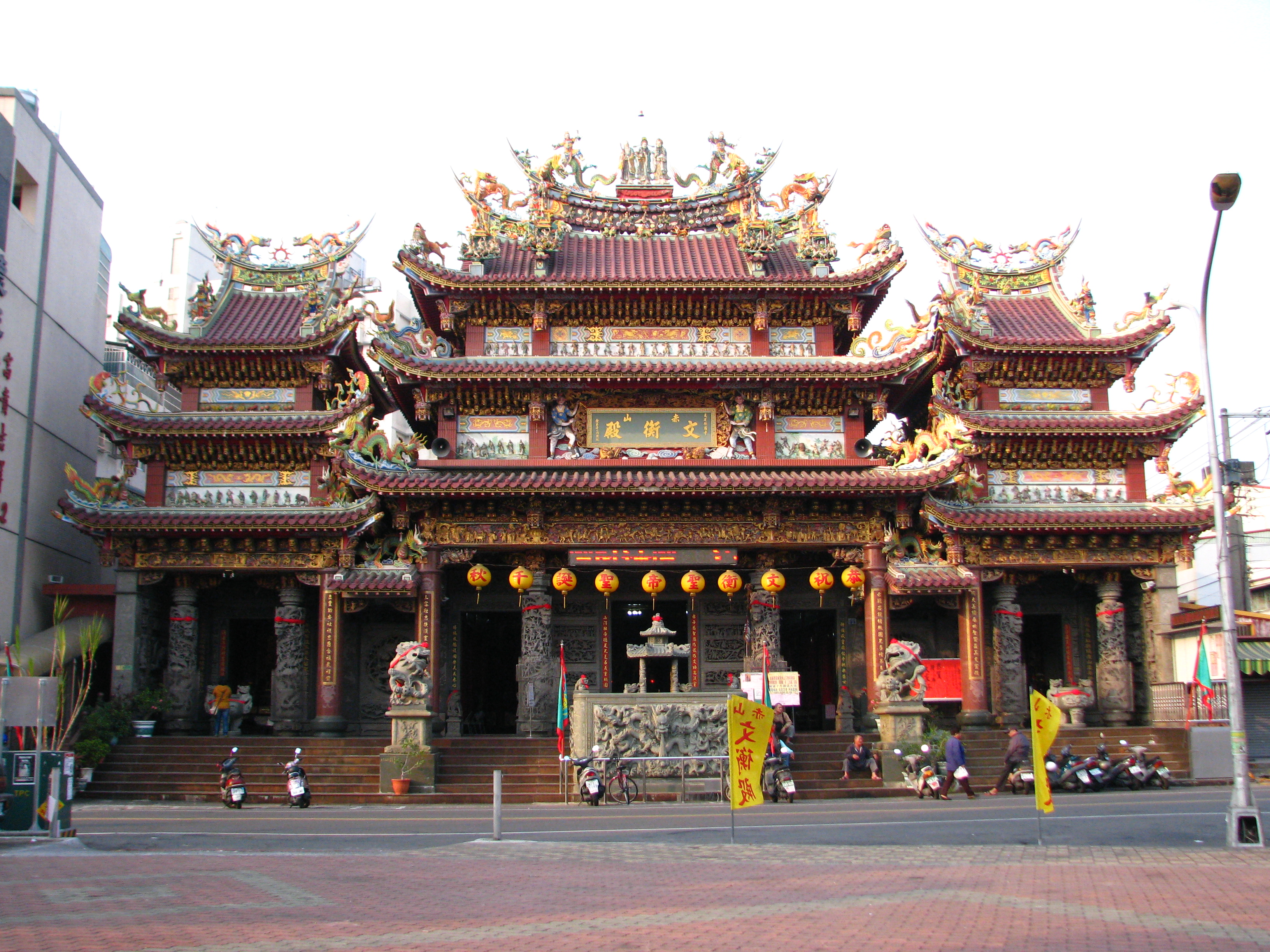
文殿街上的赤山文衡殿
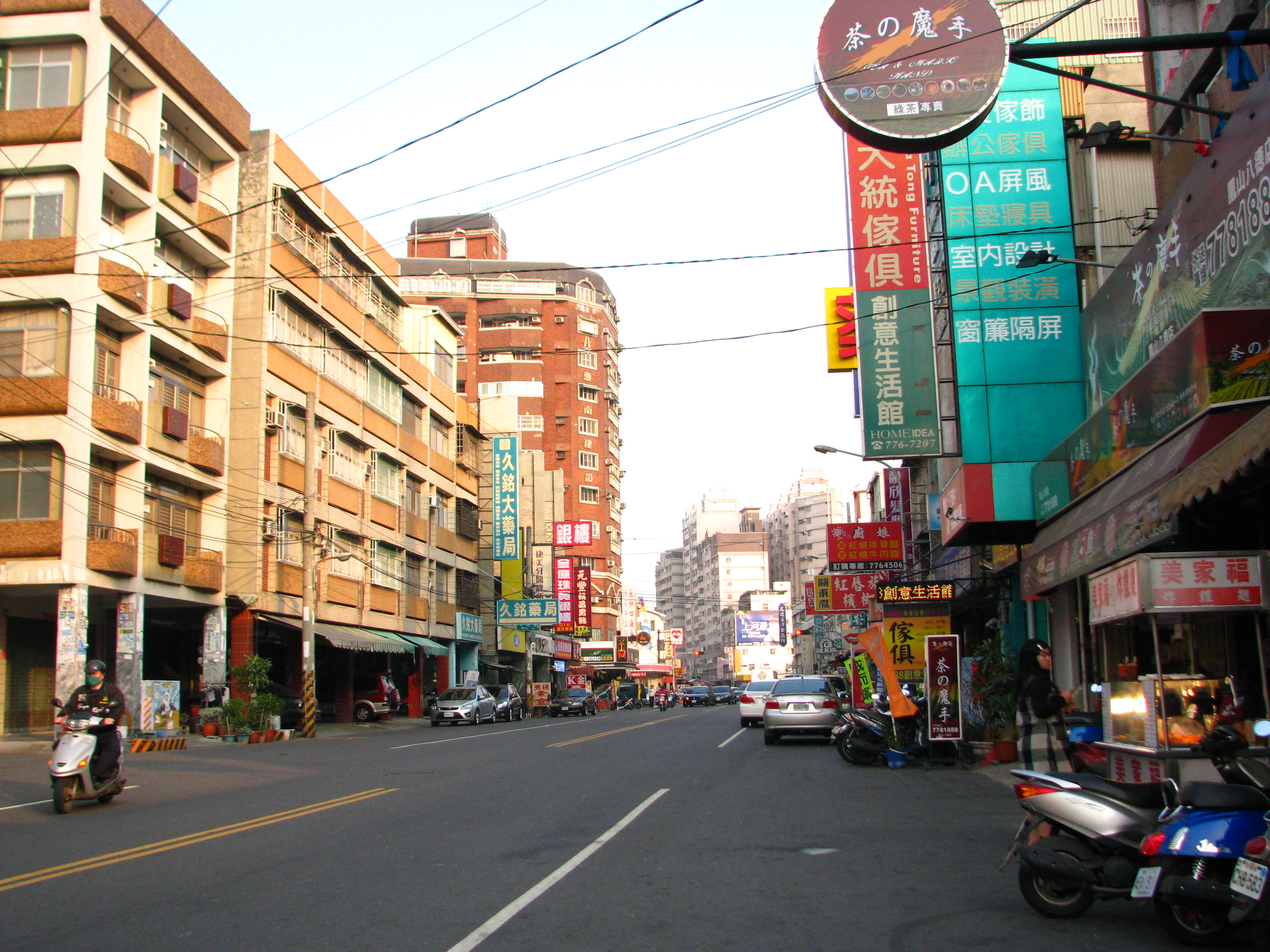
八德路
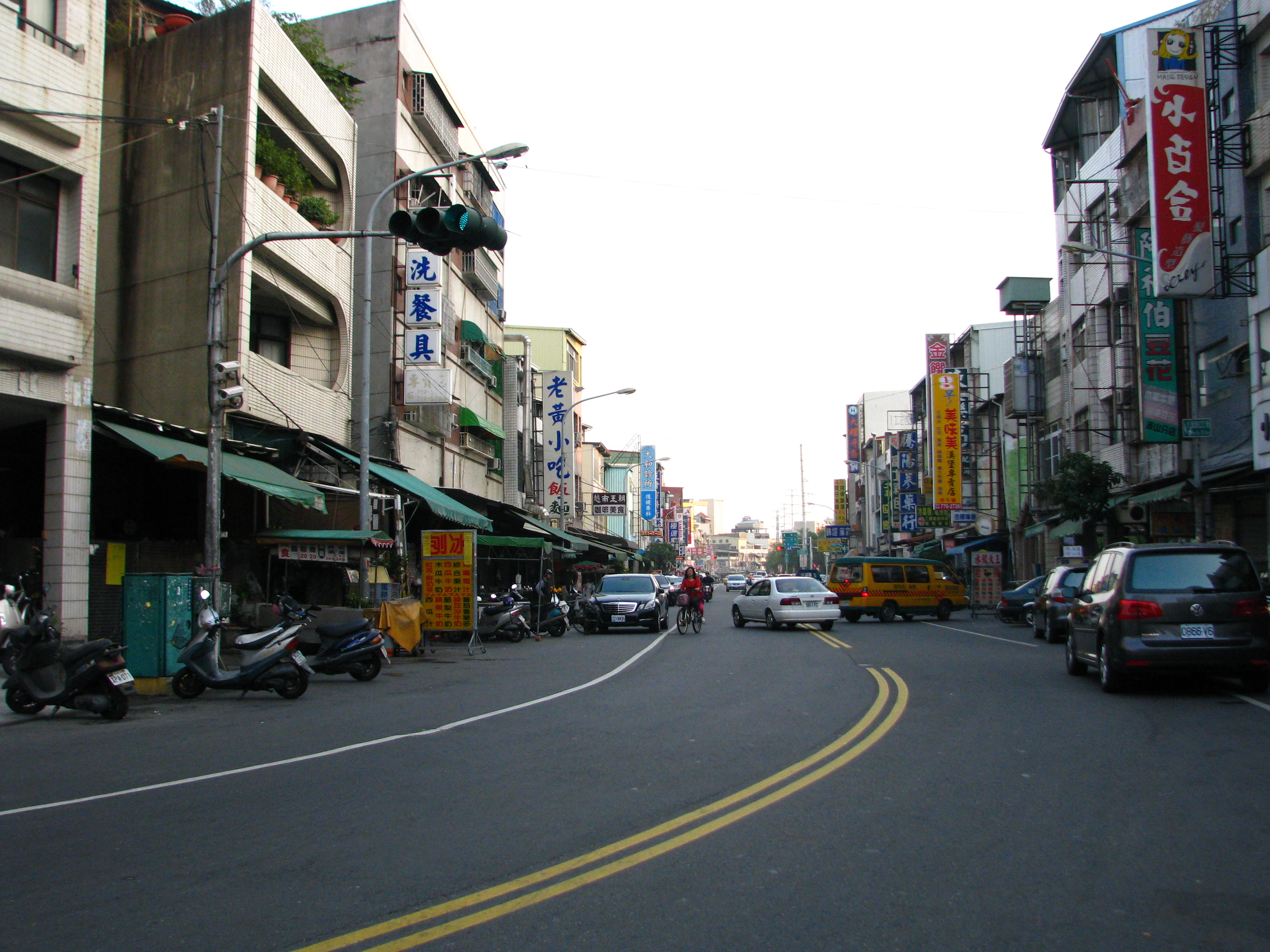
文衡路
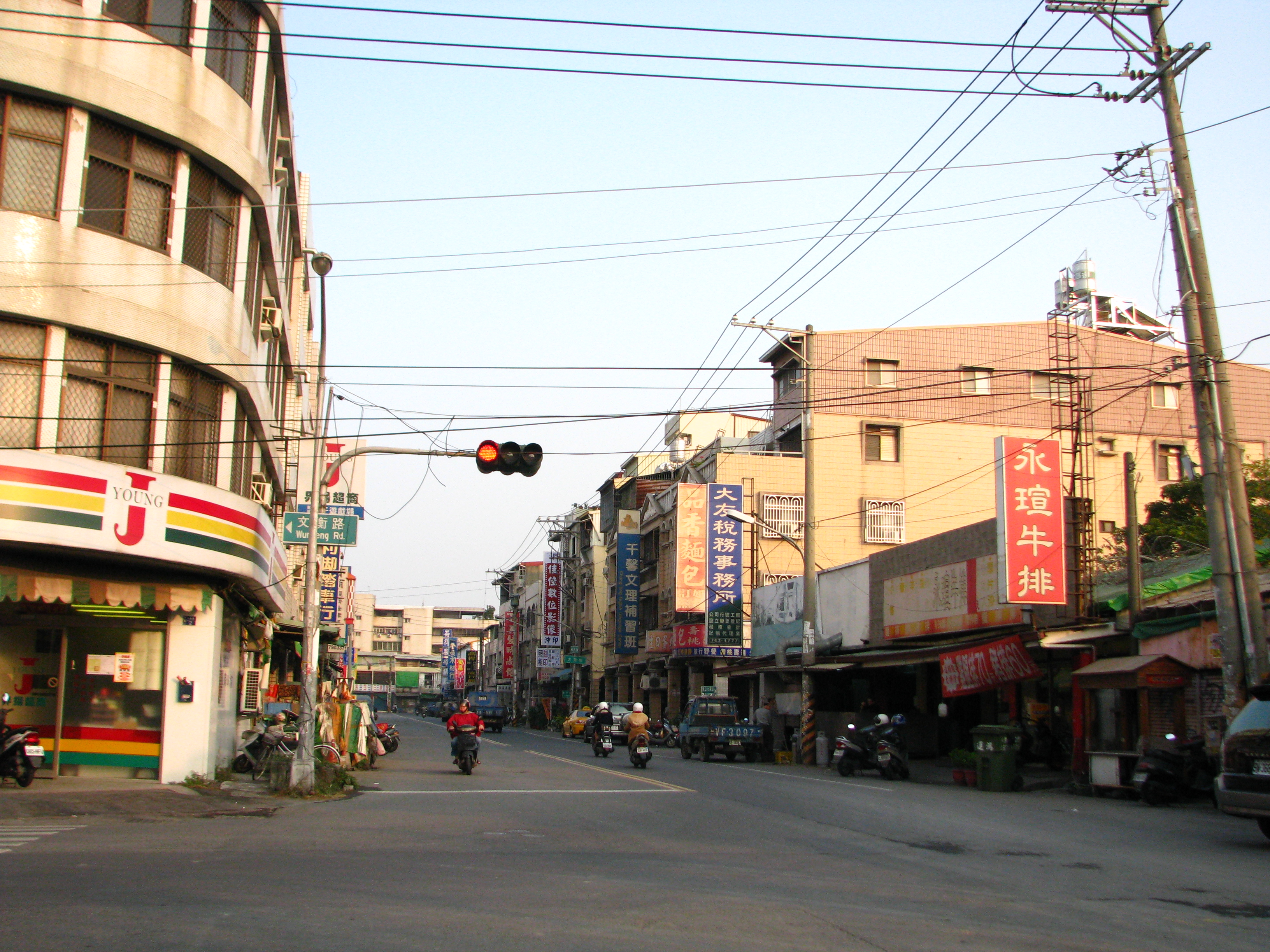
和平路
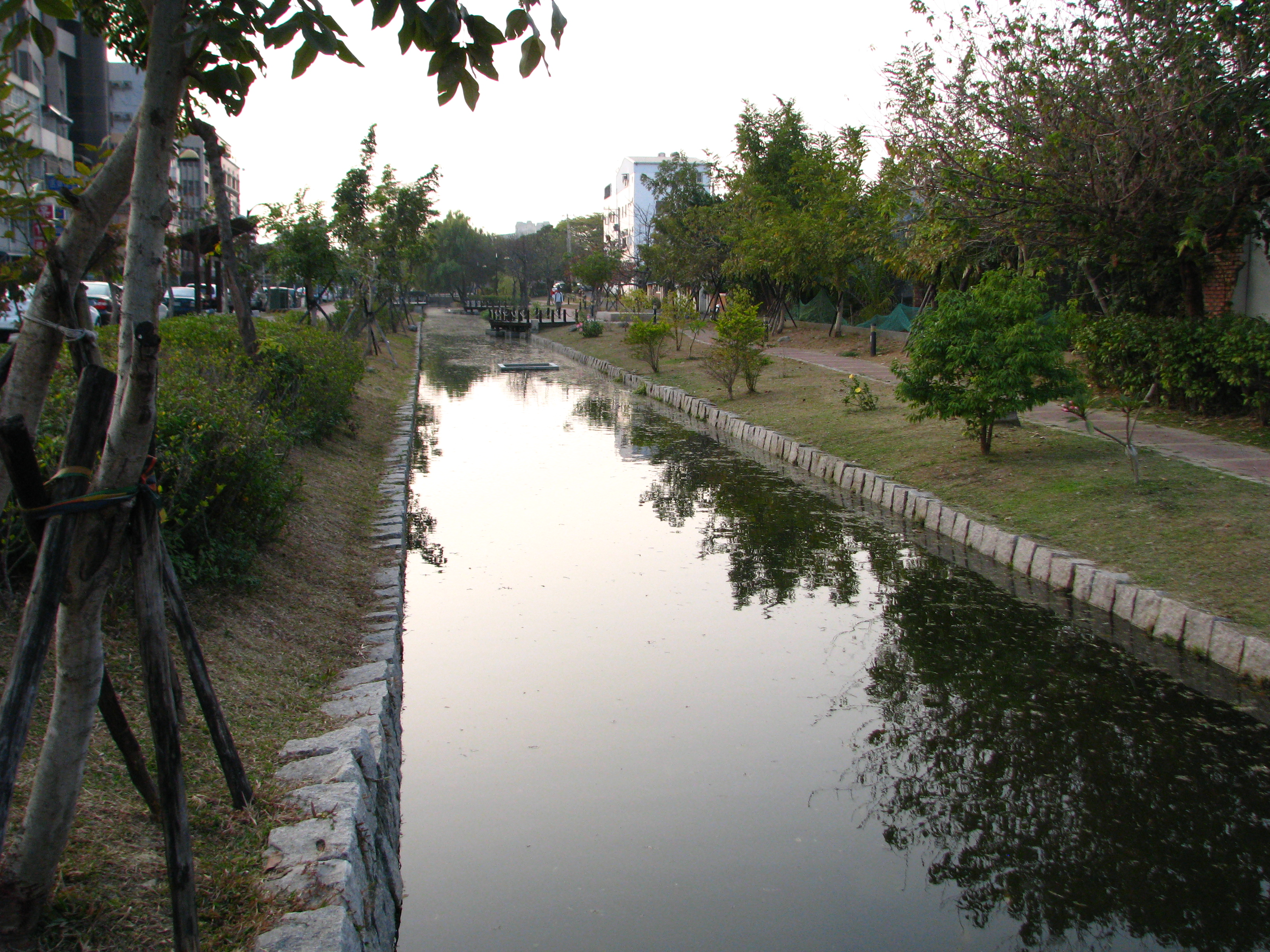
曹公圳系的外濠溝
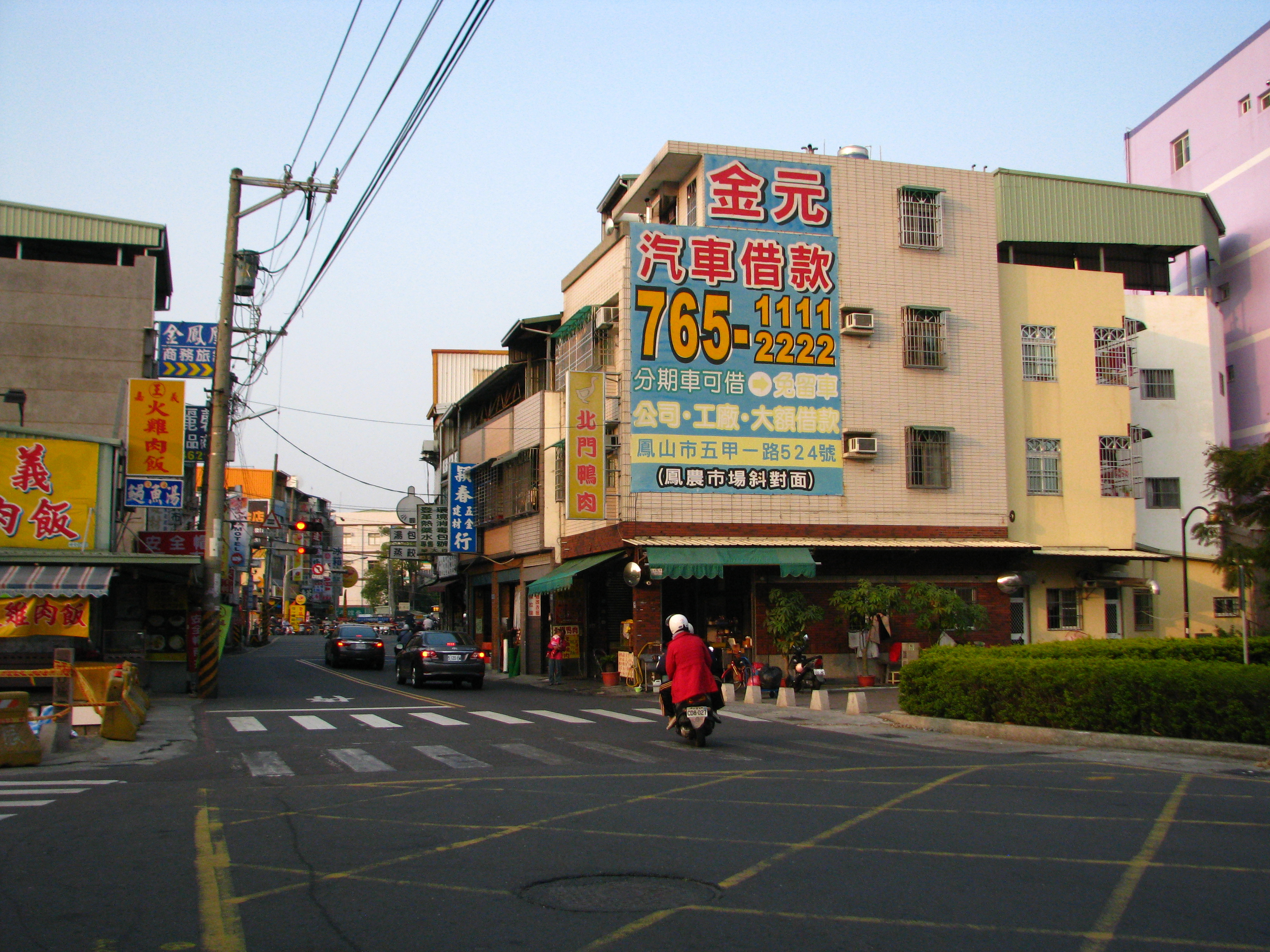
新城外北門遺址
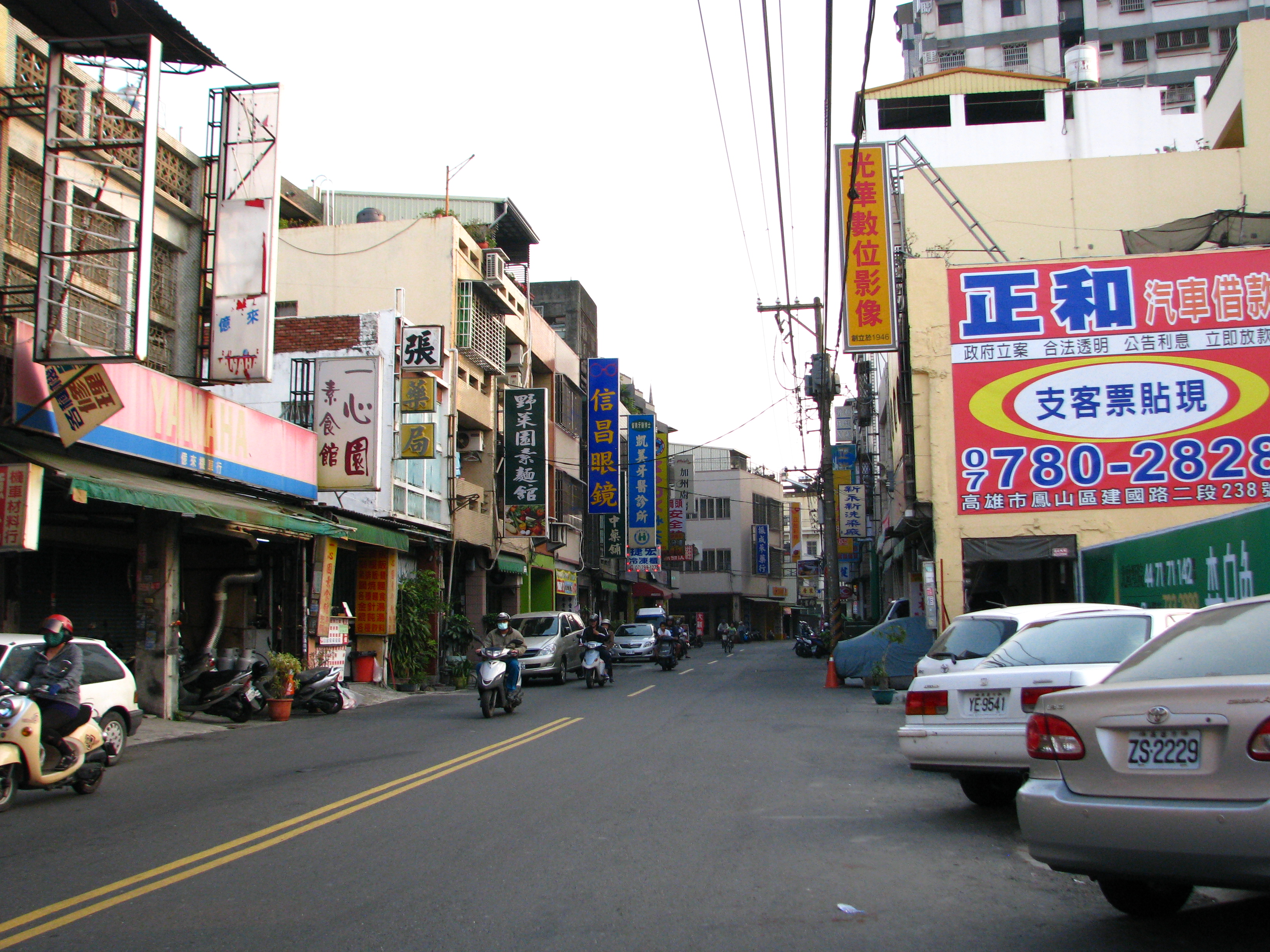
外北門與北門間的中正路
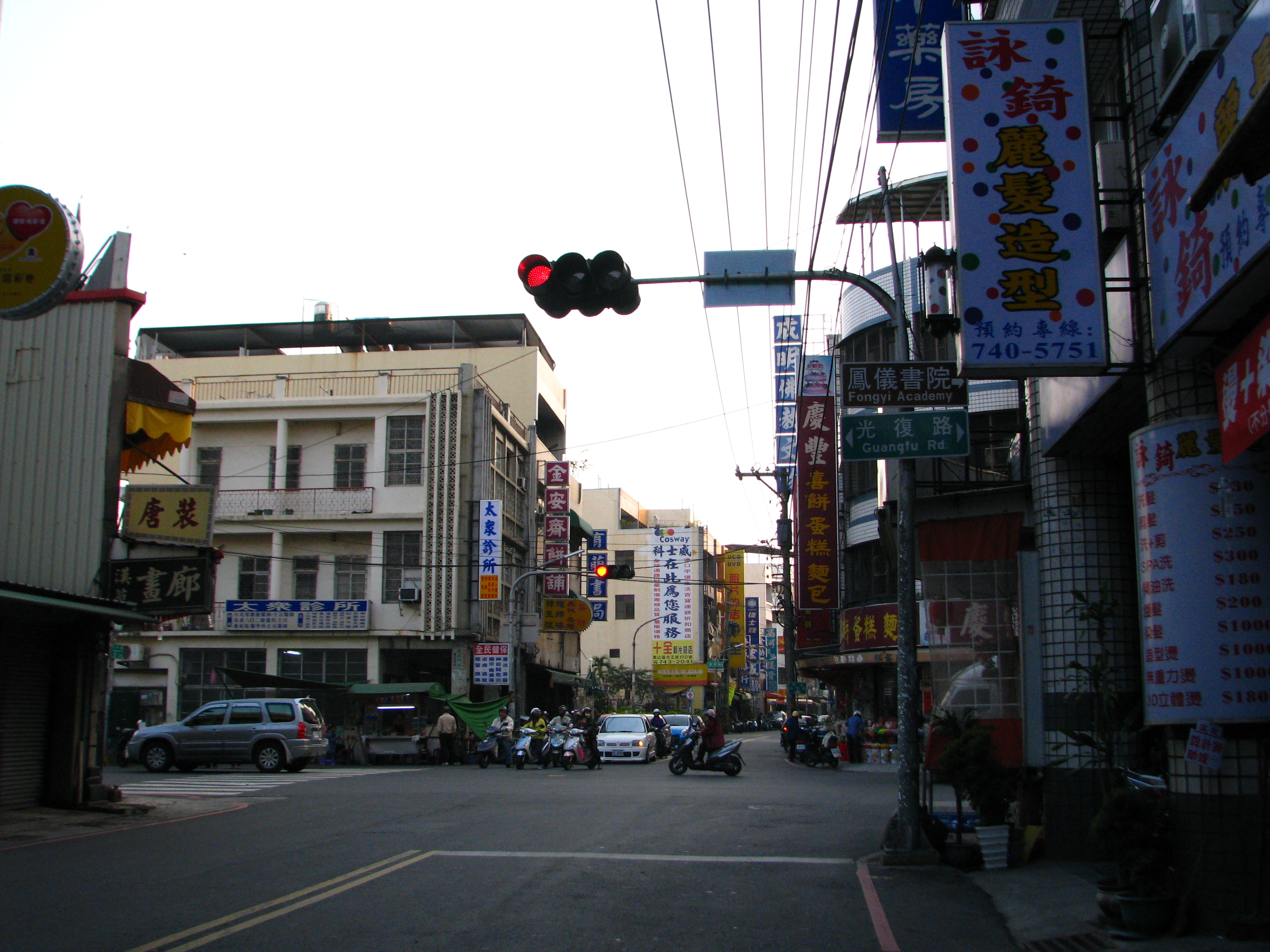
新城北門遺址

### 小路
小路由左營區舊城北門埤仔頭聚落開始，經新庄子聚落，於鼎新橋渡過愛河進入三民區覆鼎金地區，經鳥松區林內、山仔腳聚落至鳳山區赤山地區，與大路會合後，由新城北門進入下埤頭街。因行經地區大多位於市郊，小路成為三條古道中現存路廊最完整的一條。
小路於北門開始，沿著龜山與蓮池潭之間的水岸步道行徑，接新庄仔路經新庄子聚落至船仔頭港，於鼎新橋（舊名船仔頭橋）跨過愛河進入覆鼎金地區，接天祥路經外埔仔，至鼎金中街進入覆鼎金主要聚落，沿著聚落南緣的金鼎路，於鳥穴仔再接鼎金中街及金獅湖南緣的金鼎路66巷，止於國道一號西側，跨過國道及高雄市殯葬管理處後，進入鳥松區，在殯葬管理處旁的山腳路繼續，沿著山腳路經林內及山仔腳聚落，再進入鳳山區，沿青年路二段再接八德路433巷，止於八德路，與大路的會合處已被重劃。

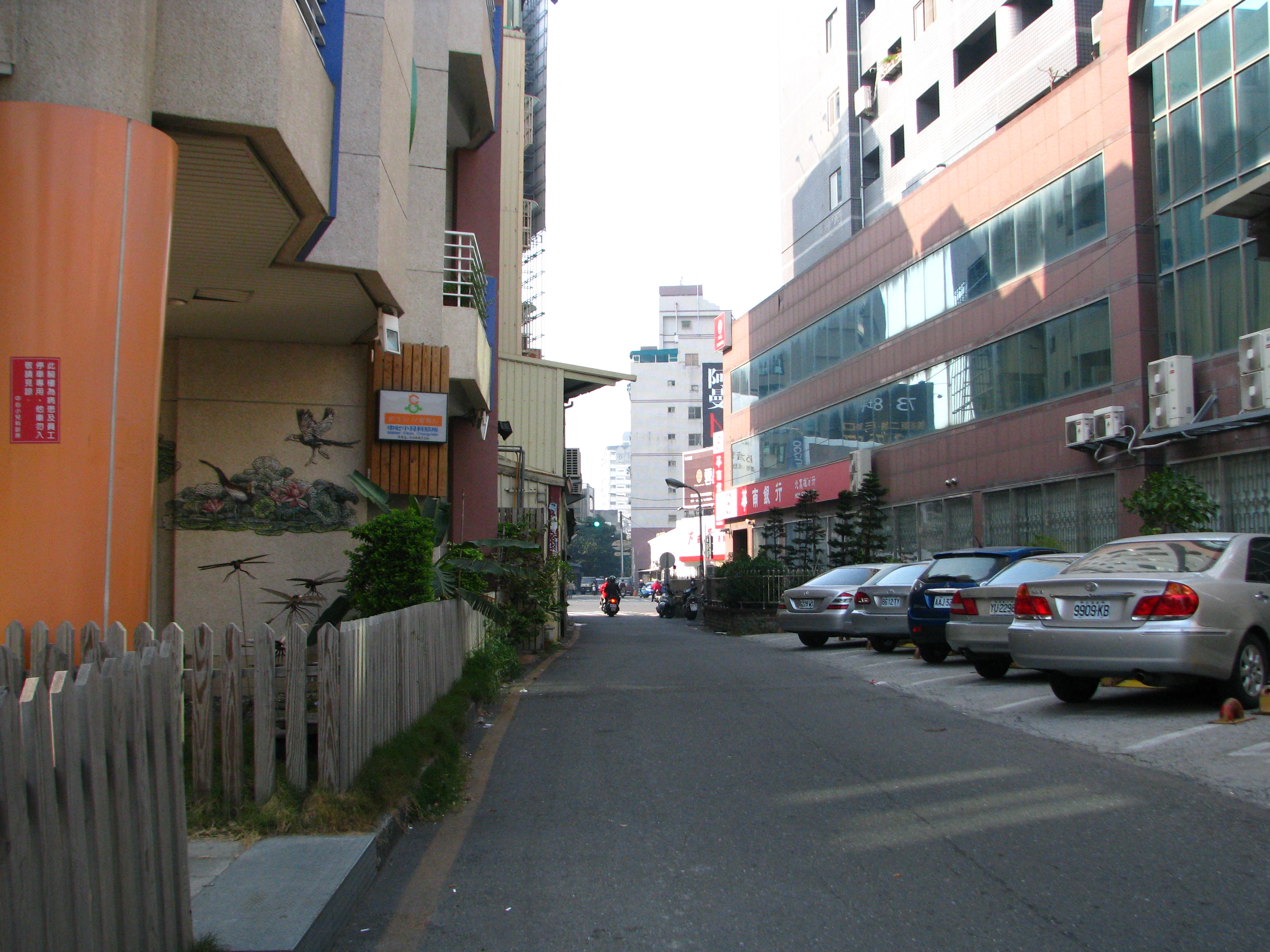
新庄仔路
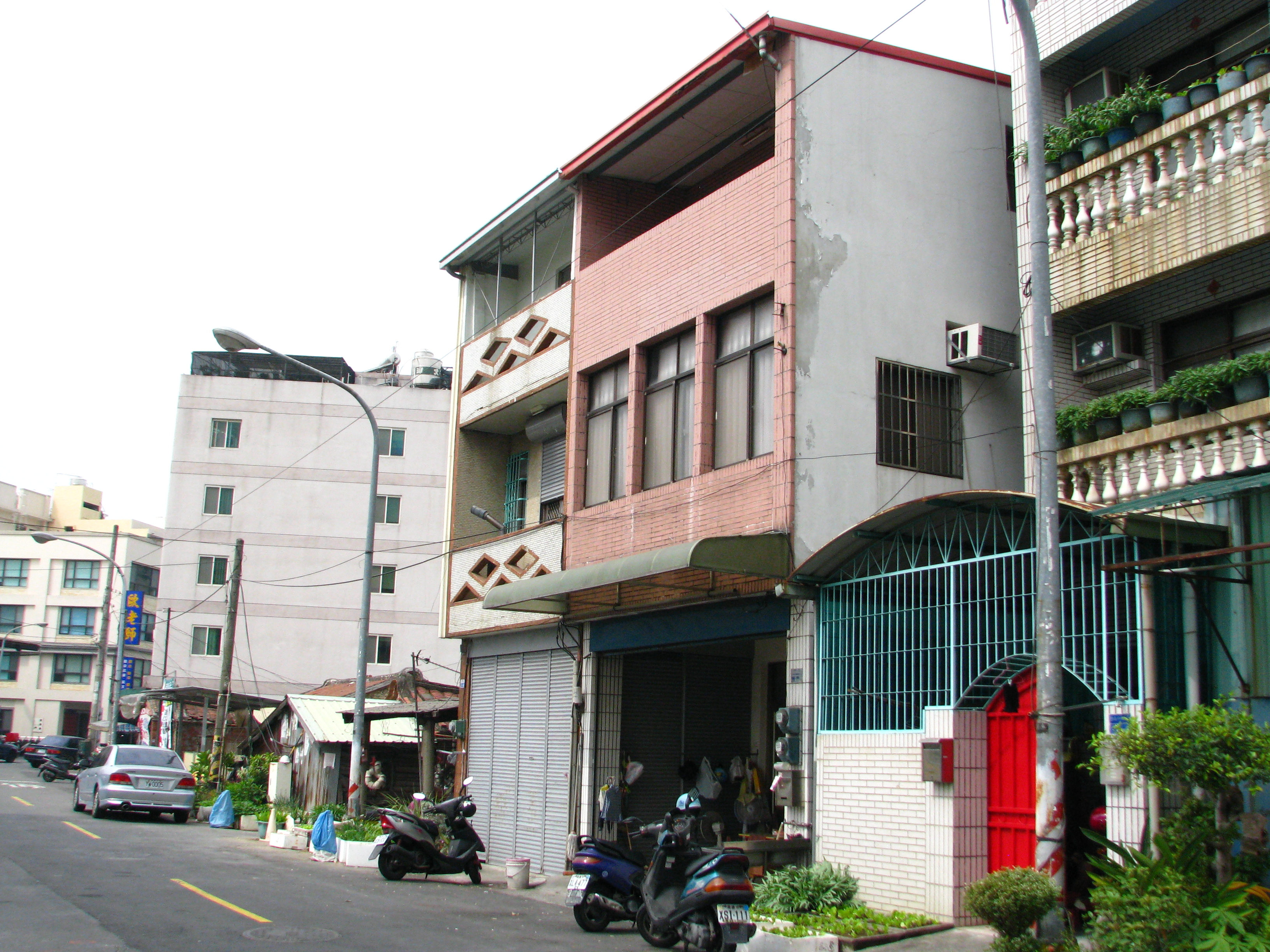
覆鼎金鳥穴仔的鼎金中街
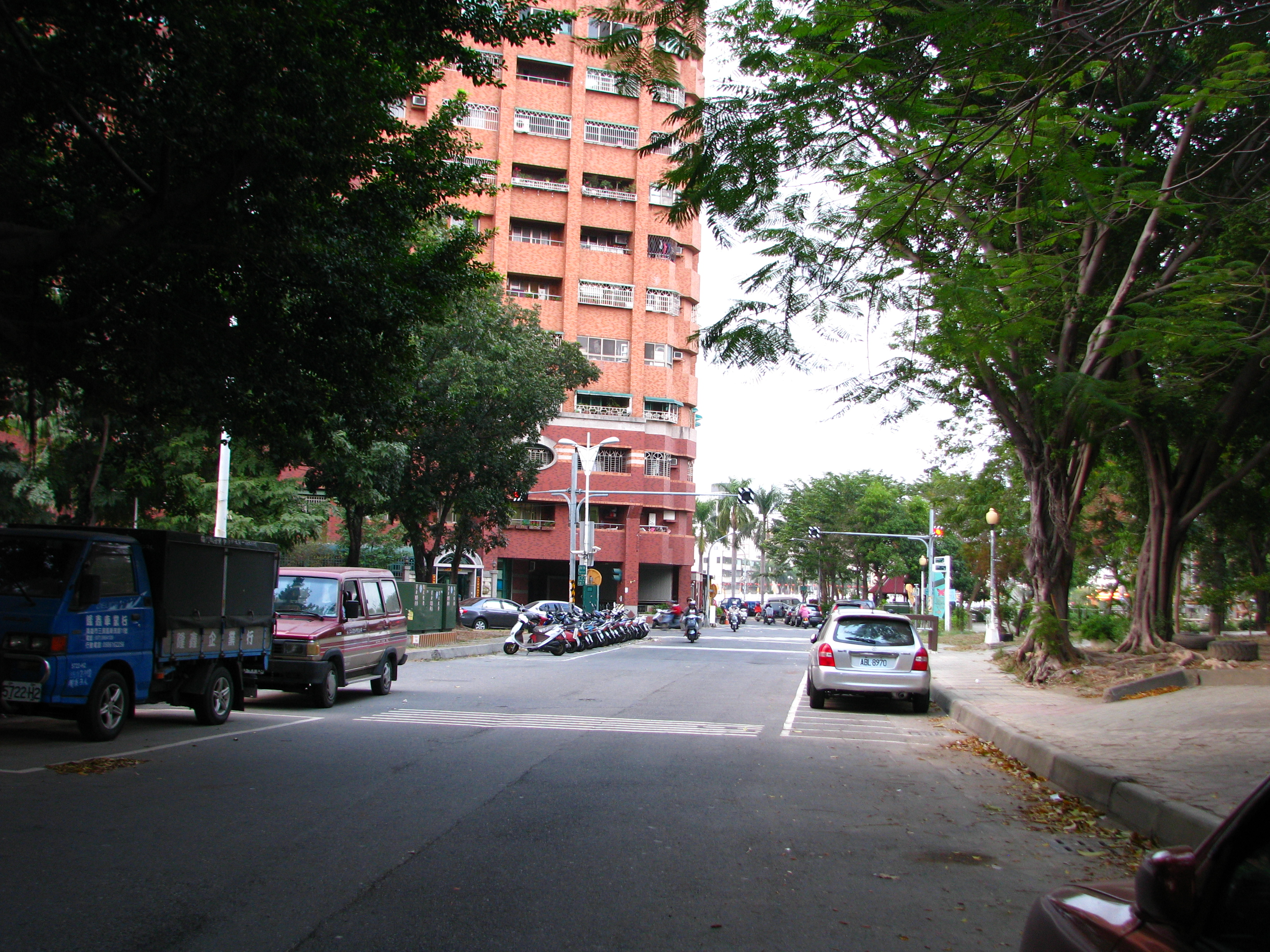
金獅湖南緣的金鼎路66巷

## 古道保存
雙城古道因位於都市地區，現今雖有部分路廊留存，但原始面貌已完全被柏油路或其他建築物覆蓋，1996年，高雄市政府工務局拓寬翠華路時，在東門路口發現雙城古道的路面遺跡，2013年，進行中的鐵路地下化工程再度挖到古道遺跡，開挖剖面長12公尺、深3公尺，由下而上可見清代的咾咕石路面、日治時期的土石路面，以及民國時期的碎石級配瀝青路面，未來將開挖截取幾處斷面遺跡，保留在地下化後的綠廊地帶。另外，2011年，在古道探勘完成後，高雄市政府文化局於鳳山赤山下角頭福德祠（即建國路三段365巷旁之土地公廟）發表「左營鳳山雙城古道寶典」，藉由旅遊摺頁來推廣雙城古道。